# Фильм категории B

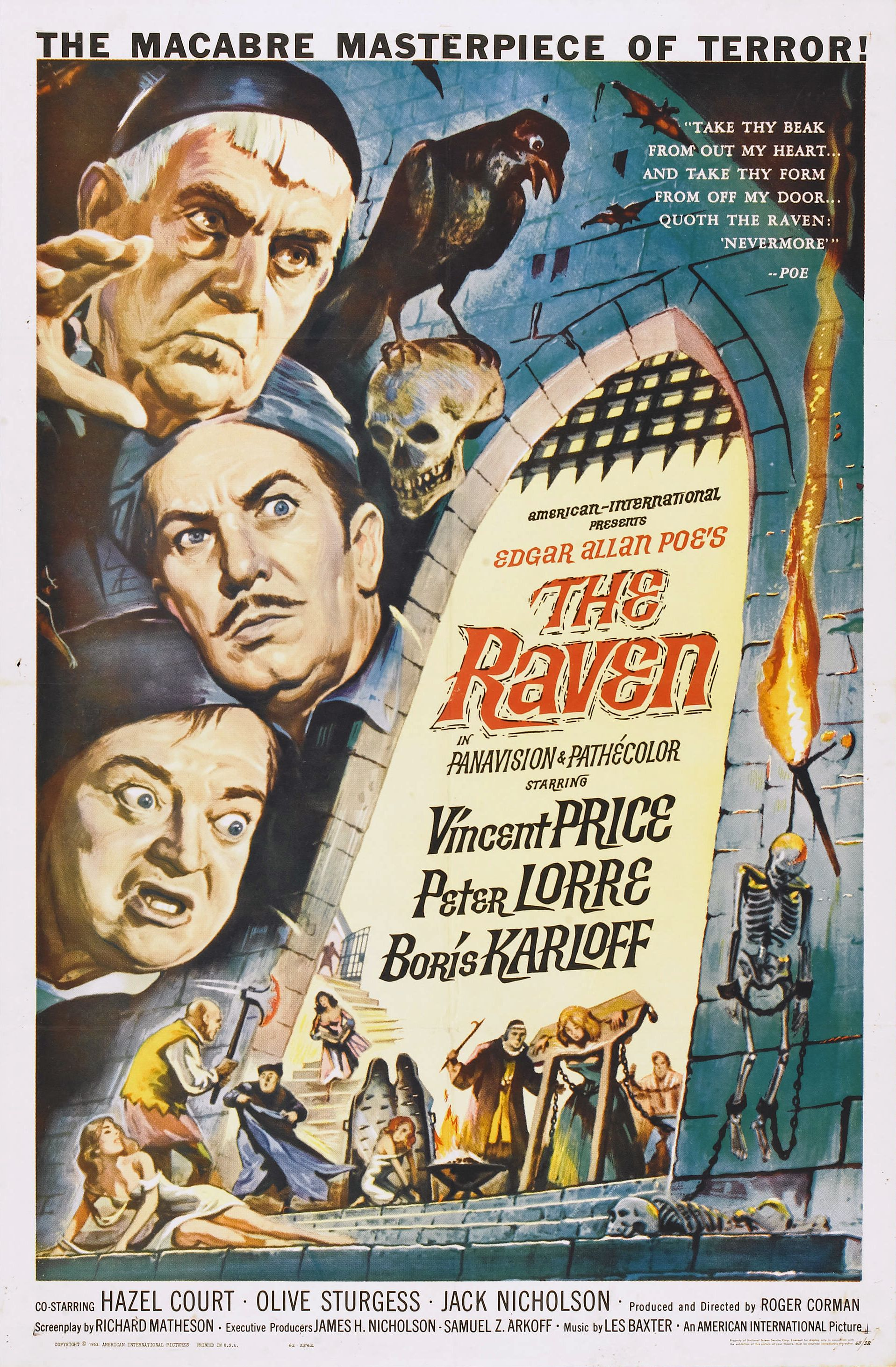
Фильм «Ворон» (1963) считается классическим фильмом категории B

Фильм категории B — малобюджетная коммерческая кинокартина, которая при этом не является ни артхаусом, ни порнофильмом. Первоначально в Золотой век Голливуда так называли фильмы, демонстрировавшиеся в кинотеатрах вторым номером в ходе распространённых тогда сдвоенных киносеансов (англ. double feature). Первым номером на таких киносеансах шла популярная, крупнобюджетная кинокартина («фильм категории А» — англ. A movie), а за ней — фильм, не пользующийся большой популярностью.
Со временем термин «фильм категории B» стал эвфемизмом для обозначения малобюджетной кинопродукции, не отличающейся высокими художественными достоинствами. В то же время эта категория стала нишей, в которой были возможны эксперименты разного рода независимых кинопроизводителей, а также площадкой, на которой начинающие актёры и режиссёры набирались профессионального опыта для последующего штурма «большого Голливуда» (многие его будущие звёзды, например Джек Николсон вышли именно из мира Б-фильмов). Наконец, для молодёжи мир Б-фильмов был средоточием излюбленных ею жанров, которым уделял мало внимания мейнстримный Голливуд, больше ориентировавшийся на вкусы и интересы более платёжеспособной «взрослой» аудитории.
В результате после 1950-х годов и по сей день этот термин стал использоваться в более широком смысле, хотя сохраняется некая двусмысленность: с одной стороны такой фильм может быть высокохудожественным и эстетичным, с другой же, в нём вполне может эксплуатироваться эротическая порнотематика с отсутствием всякого смысла, причём могут присутствовать оба качества. Большинство подобных фильмов представляют определённый жанр: в Золотой Век ключевым жанром фильмов категории В был вестерн, в 1950-е годы основной темой была научная фантастика. Королём фильмов категории B считается Роджер Корман.
В начале 1970-х годов, в эпоху Нового Голливуда грань между А-фильмами и Б-фильмами несколько стёрлась, кроме того, возросшее разнообразие кинопродукции сделало такое деление слишком лапидарным. Также наметилась всё большая переориентация кинопроката и мейнстримного кинопроизводства на молодёжную аудиторию, и соответственно возрастал интерес голливудских гигантов к жанрам, ранее больше характерным именно для категории Б-фильмов (экшен, сай-фай, экранизации комиксов и т. п.). Позже, в 1980-е годы, когда голливудские гиганты перешли к созданию крупнобюджетных блокбастеров, причём преимущественно в указанных жанрах, это понятие потеряло своё стилистическое значение. С точки зрения бюджетности, качества кинопроизводства и кассовых перспектив аналогом Б-фильмов стали так называемые фильмы direct-to-video, не шедшие в кинопрокате, либо шедшие в мизерном числе кинотеатров, а доходы своим создателям приносившие за счёт продаж сразу на носителях информации (видеокассетах, позже на DVD).

## История

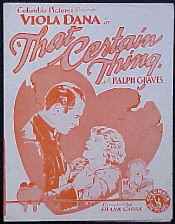
Фильм студии Columbia «Что-то определённое» 1928 года выпуска был создан менее чем за 20 000 долларов. Вскоре сотрудничество студии с режиссёром Франком Капрой позволило ей вступить в соперничество с гигантами Голливуда.

В 1927—1928 годы, по прошествии эпохи немого кинематографа, средняя стоимость создания фильма крупной студией составляла от 190 000 долларов от 20th Century Fox, до 275 000 долларов от Metro-Goldwyn-Mayer. Это, однако, усреднённые цены, так как стоимость отдельно взятых фильмов могла варьироваться от 50 тыс. до 1 млн долларов. Более бюджетные фильмы позволяли студиям собирать максимальные доходы, чтобы инвестировать средства в более дорогие проекты, съёмочную группу и актёрский состав. Более маленькие студии, такие как Columbia Pictures и Film Booking Offices of America (FBO) были сосредоточены на создании малобюджетных фильмов с коротким хронометражем, которые показывались в кинотеатрах с низкой арендной платой, размещённых как правило в небольших городках и городских кварталах. Даже такие небольшие киностудии, чей бюджет фильмов не превышал более 3000 долларов, получали свои доходы, стремясь получить прибыль через любые заказы, которые они могли бы получить в промежутках между выпуском крупнобюджетных лент.
С дальнейшим распространением звукового кино, в 1929 году, в кинотеатрах стали отказываться от практики живых выступлений, показа многочисленных короткометражных фильмов перед основным фильмом, вместо этого прижился формат показа фильма/мультфильма/серии сериала в формате двойного сеанса. Б-фильм, показывающийся в начале, не пользовался популярностью у основной аудитории либо был популярен у специфической, ограниченной аудитории (поклонников разных видов жанрового кино — боевиков, фильмов ужасов, фантастики и так далее), и отличавшийся, как правило, малым бюджетом и отсутствием кинозвёзд. Со временем, однако, в этой категории сложилась собственная номенклатура известных актёров, пользующихся значительной популярностью в её рамках. Формат двойного сеанса позволял создателям малобюджетных фильмов донести их до более широкой аудитории, а также способствовала закреплению новых жанров. Испытание границ дозволенной этики в лентах и использование элементов эротики и ужасов особенно в малобюджетных лентах привело к волнениям среди консервативно настроенной общественности, ряд штатов запрещал показ «провокационных» фильмов и вводил законы с цензурой. Компромиссом данной проблемы стал свод этических ограничений — кодекс Хейса, созданный президентом американской ассоциации кинокомпаний Уильямом Харрисоном Хейсом при поддержке католической церкви. Он предписывал киноделам избегать темы, направленные на «подрыв нравственных устоев молодёжи», изображение грехопадения, симпатию злым персонажам, изображение сцен жестокости, насилия, эротики, межрасовых отношений, неуважение семейных ценностей, изображение внебрачных отношений, белого рабства, критики власти, религии и нации, изображение священников не в положительном ключе и прочее. Если создатели фильма претендовали на возможность показать свою ленту в кинотеатре, а не в притонном грайндхаусе в Бродвее, и иметь определённые доходы с фильма, они обязательно должны были следовать правилам Хейса. Каждый фильм перед показом проходил обязательную цензуру, из него вырезались сцены.

### 1930-е годы, золотая эпоха Голливуда
Вместе с распространением двойного сеанса охват зрительской аудитории малобюджетных лент значительно был расширен. Блочное бронирование (англ. block booking) стало стандартной практикой: чтобы получить право демонстрировать высокобюджетную картину определённой студии, кинотеатру приходилось соглашаться на показ всей продукции студии за текущий сезон. Аренда фильмов категории В проводилась за фиксированную плату, а не в процентах от кассовых сборов фильма категории А, что гарантировало фактически прибыль с показа любого фильма категории В и не вынуждало завышать цены на билеты. Крупные студии вместе с одной качественной картиной проталкивали на прокат до восьми других, менее качественных кинолент, что привело к так называемым «слепым торгам» (англ. blind bidding), когда кинотеатры брали на прокат множество малобюджетных фильмов, не доступных для предварительного просмотра. Помимо этого, студии-гиганты выкупали или сами строили собственные кинотеатры, где показывали только свои киноленты. В результате сложилась ситуация, когда большинство кинотеатров стало объектами монополии пяти крупнейших киностудий, таких, как Metro-Goldwyn-Mayer, Paramount Pictures, Fox Film Corporation, Warner Bros и RKO Radio Pictures, также именуемых большой пятёркой.
Такие небольшие студии, как Mascot Pictures, Tiffany Pictures и Sono Art-World Wide Pictures занимались исключительно созданием фильмов категории Б, сериалов и прочих короткометражных лент, а также распространяли абсолютно независимые и иностранные фильмы; соответствующие кодексу Хейса. Не имея возможность продвигать свои киноленты посредством блочного бронирования, малые студии прибегали к государственным правам (англ. state's rights), позволяющим продавать ленту на определённой территории. Покупатель, он же дистрибьютор, пытался на данной территории извлечь максимальную выгоду из показа данной киноленты. Продажа фильмов осуществлялась в размере шести и более фильмов с участием одного актёра в роли главного героя. Такие фильмы были малобюджетными и назывались «бедными» (англ. poverty row). Относительно успешная Universal Studios и ещё тогда небольшая студия Columbia Pictures распространяла фильмы именно таким путём. Тем не менее, большинство малых студий не выдержало проверку временем. В сравнении с большой пятёркой, Universal и Columbia не имели собственных кинотеатров, тем не менее, им удавалось обеспечивать своим лучшим картинам хороший кинопрокат.
В эпоху золотого века кино высокобюджетные фильмы категории А демонстрировались в небольшом количестве в избранных первоклассных кинотеатрах в крупных городах. Там не практиковался двойной сеанс. В это время фильмы получали свои критические отзывы, они продвигались посредством рекламной кампании и сарафанного радио. Когда фильм транслировался в основных кинотеатрах с двойными сеансами, прокат определённого фильма категории Б длился не более недели в крупном кинотеатре. В тысяче остальных, более мелких и независимых кинотеатров прокат фильмов категории Б сменялся по несколько раз за неделю. Фильмы категории «poverty row» были и вовсе поставлены на поток, создавались всего за несколько дней и были известны как «быстроделки» (англ. quickies), на их создание тратилось до четырёх дней, длительность ленты не превышала 60 минут, и демонстрировались они в самых бедных и притонных кинотеатрах крупных городов, не чаще одного или нескольких раз, или даже в рамках ночного марафона. Подобные кинотеатры никогда не показывали высокобюджетные фильмы, приобретая права показа фильма в рамках государственного права. Миллионы бедных американцев развлекали себя просмотром дешёвых фильмов в местных кинотеатрах и имели возможность видеть только отрывки, трейлеры или рекламу высокобюджетных фильмов. Быстроделки рекламировались лишь единожды в местных газетах или только и вовсе местными кинотеатрами.
Дальнейшее внедрение звука привело и к росту затрат на создание фильма, к 1930 году стоимость среднего художественного фильма от крупной студии составляла уже 375 000 долларов. Уже тогда большинство фильмов можно было включать в категорию Б. Крупнейшие студии, помимо создания высокобюджетных и низкобюджетных лент, снимали и так называемые программные ленты (англ. programmer), занимавшие промежуточное положение. Такие фильмы при двойном сеансе могли показываться и первыми, и последними, в зависимости от престижа отдельного кинотеатра. К середине 1930-х годов формат двойного сеанса был распространён практически во всех крупных кинотеатрах США. Крупные студии увидели, что Б-фильмы при небольших бюджетных средствах приносят солидные доходы в кассу. Так, к 1935 году доля созданных Б-фильмов у студии-гиганта Warner Bros выросла с 12 до 50 % от всех фильмов. Создание бюджетных фильмов возглавлял Брайан Фой, известный, как «хранитель фильмов Б» (англ. Keeper of the Bs). Студия Fox также перераспределила свои ресурсы в пользу создания большего количества Б-фильмов и поставила в качестве руководителя Сола М. Вюрцеля, создавшего за 10 лет более 20 фильмов.

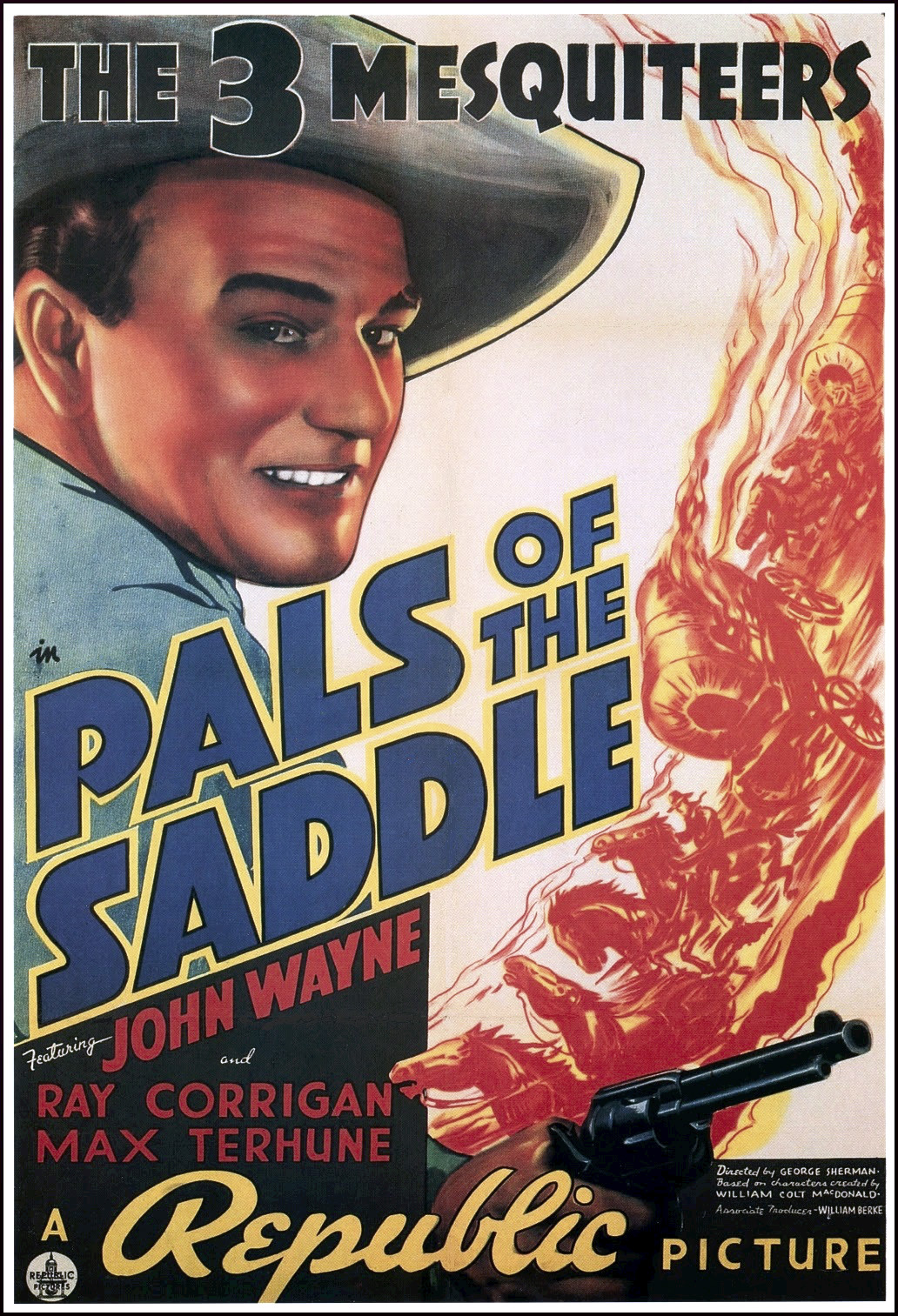
Фильм-вестерн Republic Pictures — «» (1938) длится всего 55 минут, что типично для лент серии

Ряд студий, работавших над низкобюджетными фильмами категории «poverty row», объединился в студию Monogram Pictures. В свою очередь Monogram объединилась снова с рядом небольших студий, чтобы создать более крупную студию Republic Pictures, которая начала заниматься конвейерным выпуском низкобюджетных фильмов. По состоянию на 1938 год, основная масса созданных фильмов, в том числе и крупных студий, приходилась на ленты категории Б. При этом появились такие студии, как United Artists, которые занимались созданием малобюджетных, но престижных и независимых фильмов. Основная масса низкобюджетных фильмов для широких и бедных масс приходилась на студию Grand National.
Помимо этого была исследована средняя продолжительность фильмов в зависимости их престижности и выделенных бюджетов.
| Студия           | Категория       | Средняя продолжительность |
| ---------------- | --------------- | ------------------------- |
| MGM              | Большая пятёрка | 87,9 мин                  |
| Paramount        | Большая пятёрка | 76,4 мин                  |
| 20th Century Fox | Большая пятёрка | 75,3 мин                  |
| Warner Bros.     | Большая пятёрка | 75,0 мин                  |
| RKO              | Большая пятёрка | 74,1 мин                  |
| United Artists   | Малая тройка    | 87,6 мин                  |
| Columbia         | Малая тройка    | 66,4 мин                  |
| Universal        | Малая тройка    | 66,4 мин                  |
| Grand National   | Низкобюджетный  | 63,6 мин                  |
| Republic         | Низкобюджетный  | 63,1 мин                  |
| Monogram         | Низкобюджетный  | 60,0 мин                  |

Половину фильмов, созданных восьмью крупнейшими студиями, можно отнести к категории Б. При этом, если брать суммарное количество созданных фильмов в 1930-е годы, 75 % этих лент входят в категорию низкобюджетных, всего эта сумма включает около 4000 картин.
Если самыми популярными жанрами высокобюджетных фильмов были драма и романтика, то фильмы категории Б с ослаблением обязанности следовать кодексу Хейса стали всё чаще прибегать к теме боевиков, вестерна. Характер жанров во многом задавали такие известные режиссёры, как Том Микс, Кен Мэйнард, Бак Джонс, Тим Маккой, Джордж О’Брайен и Джон Уэйн. Некоторые картины, такие, как сериал Три Мушкетёра становились крайне успешными в США и получали одобрительные отзывы. Среди низкобюджетных фильмов начались эксперименты с жанрами, стали выпускаться фильмы-боевики и триллеры. Фильм «Террор крошечного города», представляющий собой вестерн с актёрским составом, состоящим из карликов, стал ошеломительно успешным в США, а распространением фильма начала заниматься Columbia Pictures.
В эпоху звукового кино особенной популярностью пользовались фильмы популярных жанров, с известными персонажами и известными актёрами в их ролях. Например, студия Vox выпускала кинофраншизу с главным героем детективом Чарли Ченом, серию комедийных фильмов с братьями Ритц или музыкальные фильмы с Джейн Уитерс. Перечисленные серии, однако, не стоит путать с короткими фильмами-клиффхэнгерами, также популярными среди фильмов категории Б. Тем не менее данные фильмы были также призваны привлечь молодую аудиторию. Так, фильмы-утренники ориентировались на молодую и детскую аудиторию, дневные сеансы предназначались для широкого зрителя, а фильмы для взрослой аудитории выпускались уже вечером или ночью. Аудитория в лице домохозяек и детей ожидала увидеть качественный продукт, а вечерняя и ночная аудитория надеялась увидеть «что-то увлекательное, и не в слишком больших количествах». Фильмы, входящие в состав кинофраншизы, по умолчанию относились к категории Б. Исключение составляли серии фильмов с главными героями Энди Харди и Доктором Джеймсом Килдэром, чьи фильмы можно отнести к категории А. Тем не менее, для большинства кинофраншиз даже бюджет для стандартного фильма класса Б был недосягаем. Например, популярностью пользовались такие низкобюджетные франшизы, как история о Тарзане или фильмы о собаках-полицейских.

### 1940-е годы, укрепление жанров
K 1940 году средняя стоимость фильма от крупной студии составляла 400 000 долларов, повышение средней стоимости фильма было незначительным за последние 10 лет. Би-муви рассматривались не просто как малобюджетные картины, а как целый жанровый класс фильмов развлекательного характера для широкой зрительской аудитории.

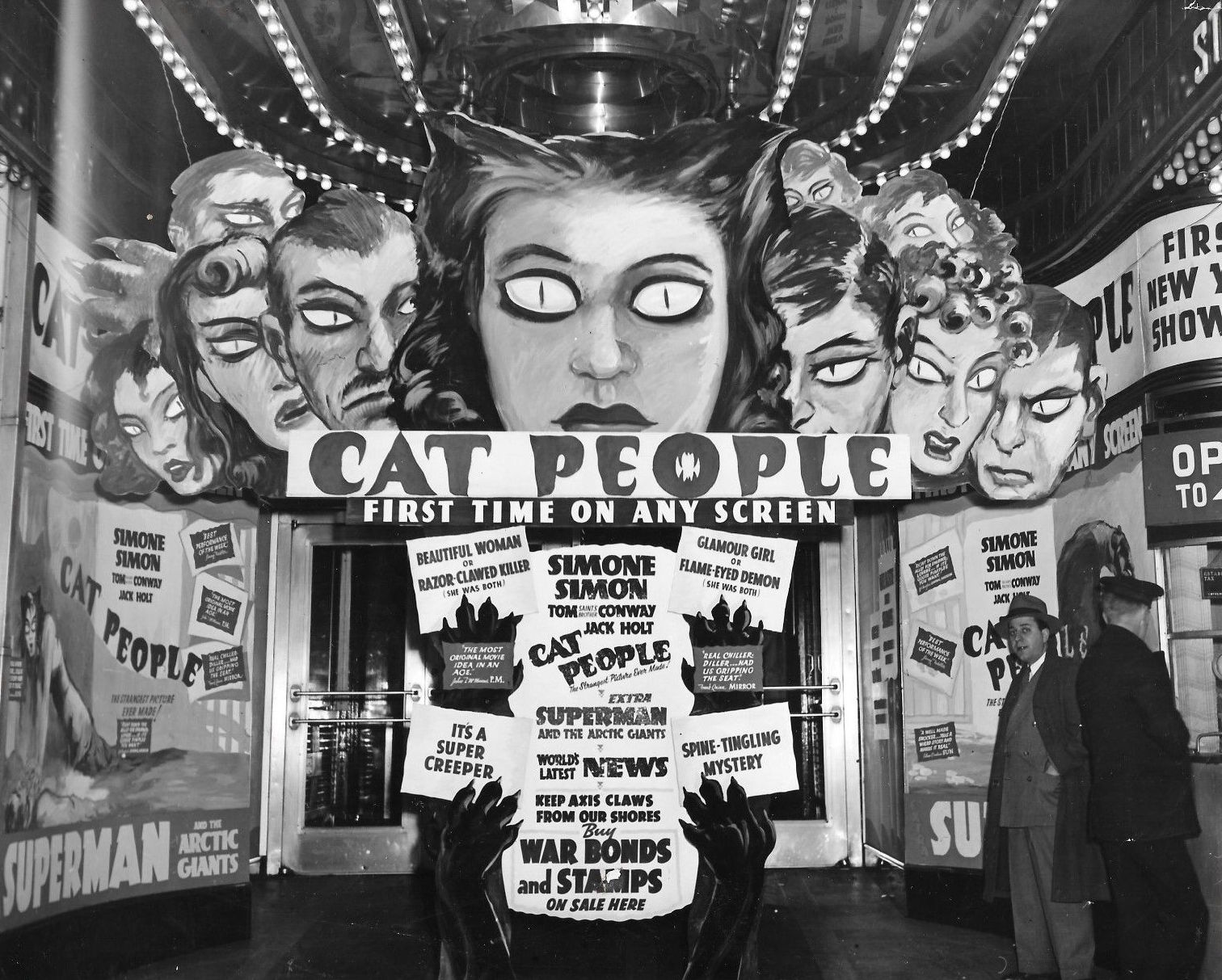
Премьера фильма «Люди-кошки», 1942 год

Множество небольших студий, в том числе и гигант Grand National, развалилось. Крупнейшими студиями по созданию Б-фильмов стали Republic, Monogram и Producers Releasing Corporation. Практика двойных сеансов оставалась крайне популярной в США и использовалась в половине всех кинозалов США, остальная часть кинотеатров работала неполный рабочий день. В начале 1940-х годов государство в рамках борьбы с монополией ограничило возможности блочного бронирования, разрешая крупным студиям продавать напрокат не более пяти лент одновременно. Данное ограничение также исключило возможность слепых торгов. Это стало большой возможностью для менее известных студий заниматься созданием и распространением качественной продукции категории Б. Низкобюджетные ленты «бедной категории» оставались по прежнему крайне популярными, а сами бюджетные средства студий Republic и Monogram редко превышали 200 000 долларов. До 95 % кассовых сборов в США и Канаде приходились на Би-муви и малобюджетные ленты. В 1946 году независимый продюсер Дэвид О. Селзник решил вложить рекордные бюджетные средства в свой вестерн под названием «Дуэль под солнцем». Фильм примечателен тем, что несмотря на свой бюджет, использует жанр кино, типичный для фильмов категории Б. Фильм возымел большой успех, хотя критики ругали его за низкое качество. Успех «дуэли» способствовал дальнейшему продвижению высокобюджетных Би-муви, которое продолжалась до конца 1970-х годов, пока Голливуд не признает жанры фильмов Б мейнстримными.

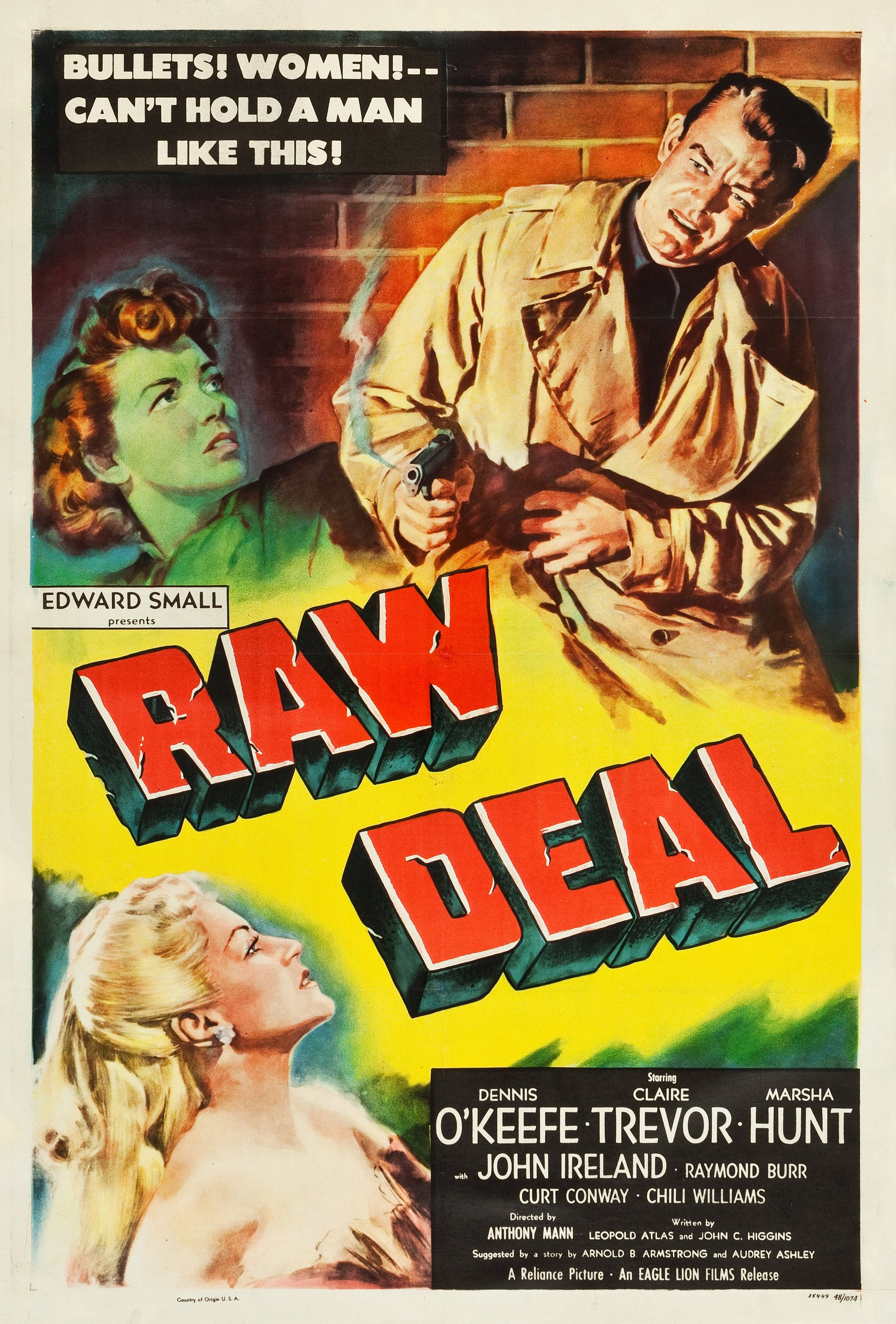
Часто описываемый, как чистая сенсация, фильм жанра нуар часто обращался к визуальной красоте картины, игре линий, света и теней. Постер фильма «Грязная сделка», 1948 год. Режиссёром выступал Энтони Манн, а оператором Джон Олтон. Создание фильма финансировала студия Eagle-Lion категории Poverty Row.

В 1940-е годы понятие терминов A-movie и B-movie меняет свой смысл с изначально фильмов с высоким и низким бюджетами, на фильмы, связанные с определёнными жанрами. Би-муви ассоциировались с приключениями, многосерийными фильмами, боевиками, триллерами, вестернами, ужасами, фантастикой и прочими жанрами с низкой смысловой нагрузкой, которые ориентировались на развлечение широкой публики и обладали малой художественной ценностью по общепринятому тогда мнению. Зачастую фильмы, снятые на низкий бюджет, позиционировали себя как фильмы A-класса, как, например, пропагандистский фильм «Дети Гитлера» студии RKO, чей бюджет составил 200 000 долларов, а кассовые сборы составили 3 млн долларов. Также не было соглашения относительно фильмов жанра нуар, которые причислялись разными людьми в категориям А-муви, Б-муви или серединным лентам. Ещё в 1948 году двойные сеансы использовали кинотеатры на регулярной основе в 25 % и 36 % на частичной. Ведущие студии низкобюджетных лент начали расширять свои возможности. Так, студия Monogram учредила дочернюю компанию, которая должна была заниматься высокобюджетными Би-Муви с привлечением независимых продюсеров. В это же время студия Republic предприняла аналогичную стратегию по созданию высокобюджетных Б-лент. В 1947 году студия Producers Releasing Corporation была поглощена британской компанией Eagle-Lion, пытавшейся выйти на американский рынок. Главным продюсером был назначен Брайен Фой, известный в 1930-е годы как «король фильмов Б».
В 1940-е годы студия RKO из числа большой пятёрки выделялась среди остальных студий-гигантов тем, что занималась в основном созданием Би-муви. Работавший на студию американский кинопродюсер Вэл Льютон создал такие известные фантастические ленты как «Люди-кошки», «Я гуляла с зомби», «Похититель тел». Би-муви 1940 года выпуска «Незнакомец на третьем этаже» продолжительностью в 64 минуты рассматривается сегодня как образец первого нуар-фильма. В будущем RKO выпустит множество малобюджетных мелодраматических триллеров в похожем стиле. Фильмы жанра нуар стали также выпускать множество других студий. Хотя лучшие поставленные киноленты жанра нуар принято причислять к А-классу, большинство нуар-фильмов создавалось как программные или низкобюджетные ленты, предназначенные для первого показа в двойном сеансе. Многие подобные ленты, забытые временем, принято считать главным достоянием эпохи Золотого века Голливуда.
В 1947 году RKO, наряду с рядом фильмов категории А, выпустила два нуар-фильма Б-класса «Отчаянный» и «Дьявол едет автостопом». Свои Б-нуары выпускали студии Poverty Row, Republic, Monogram, и PRC/Eagle-Lion, создавшие в общей сложности дюжину кинолент, которая привлекла внимание критиков и общественности. Одновременно студиями выпускаются популярные Б-ленты, такие как фильмы с актрисой Лупе Велес, комедийные ленты Лума и Абнера, триллеры с персонажами Святым и Соколом, вестерны с Тимом Холтом и приключения с Тарзаном в исполнении Джонни Вайсмюллера. Типичный сюжет фильма категории Б на примере фильма «Отважный доктор Кристиан» мог звучать следующим образом: «В течение часа или экранного времени чудо-врачу удаётся вылечить эпидемию спинального менингита, продемонстрировать доброжелательность по отношению к лишённым гражданских прав, показать пример своенравной молодости и успокоить страсти влюблённой старой девы».
Студия Republic занималась созданием большого количества низкобюджетных вестернов, крупные студии также занимались созданием большого количества эксплуатационного кино, часто с критикой нацистского режима, например «Женщины в рабстве». На студию PRC работал Эдгар Георг Ульмер, известный как «Капра PRC». Он создал множество оригинальных Би-муви — например «Девушки в цепях» или «Остров забытых грехов» 1943 года выпуска.

### 1950-е годы, конец монопольного давления студий-гигантов
В 1948 году в результате федерального антимонопольного иска против крупных кинокомпаний, законом США была сильно ограничена возможность блочного бронирования, что исключало практику слепых торгов. Это привело к тому, что крупнейшие студии потеряли контроль над большинством крупных кинотеатров США. В это же время американцы массово приобретают телевизоры. Практика двойного сеанса сходит практически на нет, вынуждая крупные студии уделять большее внимание качеству выпускаемых среднебюджетных лент категории Б. Дешёвые ленты стали всё реже выходить в кинотеатрах, находя свою новую нишу в показе по телевидению, также начинается массовый выпуск сериалов. Средняя цена фильма, показывавшегося в кинотеатре, быстро достигает одного миллиона долларов США, что было внушительным скачком, учитывая, что, начиная с 1930-х годов и до принятия антимонопольного закона, средняя стоимость фильма почти оставалась одинаковой.
Изменяющийся рынок подорвал позиции студий-гигантов, многие из которых не сумели адаптироваться к новым правилам. Её первой жертвой стала Eagle-Lion, выпустившая свои последние фильмы в 1951 году. В 1953 году закрылась студия Monogram, годом позже исчезла её дочерняя студия Allied Artists. До 1954 года она продолжала выпускать серию вестернов. Ещё в течение нескольких лет продолжался серийный выпуск Б-вестернов, однако Republic Pictures, долго ассоциировавшаяся с конвейерным выпуском низкобюджетных лент, также завершила свою деятельность. Студия Universal получала доходы с выпуска серии комедийных фильмов Я и Па Кеттл до 1957 года, а Allied Artists была занята выпуском серии фильмов о Парнях Бауэри до 1958 года. Студия RKO, ослабленная неумелым руководством, выпала из киноиндустрии в 1957 году. Голливудские фильмы категории А стали получать всё более долгий хронометраж — среднее время 10 самых популярных фильмов в 1940 году составляло 112,5 минут, в 1955 году данное время увеличилось до средней 123,4 минуты. Подобная тенденция намечалась и в Б-фильмах; 70 минут хронометража уже считалось максимально коротким фильмом. А практика двойного сеанса в кинотеатрах фактически сходила на нет. Определение «Би-муви» по прежнему использовалось для определения фильма с «низкобюджетным жанром» с менее известными актёрами (часто называемыми Б-актёрами). Данное понятие по прежнему ассоциировалось с шаблонными историями, состоящими из простых действий, простой комедией и стереотипными образами героев. Одновременно Би-муви становятся площадкой для экспериментов над жанрами, серьёзными, смелыми и диковинными.

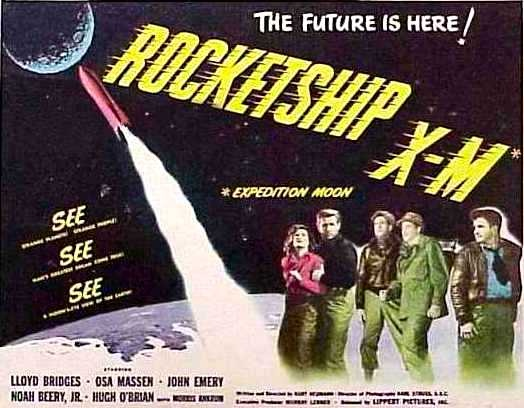
«Ракета Икс-Эм» (1950), созданный и выпущенный небольшой студией Lippert Pictures, упоминается как, возможно, самый первый фильм, затрагивающий тему ядерной катастрофы после ядерной войны. В начале 1950-х годов было создано затем множество тематических малобюджетных фильмов, которые получат название «кино атомной бомбы» (atomic bomb cinema)

Айда Лупино, ведущая актриса, зарекомендовала себя как единственная голливудская женщина-режиссёр той эпохи. Низкобюджетные фильмы, созданные под её режиссурой, затрагивали многие табуированные темы того времени, преподнесённые в аккуратном контексте, например, изнасилование в фильмах «Оскорбление» (1950) и «Двоеженец» (1953). Её лучшая работа — «Попутчик» 1953 года студии RKO, единственный фильм жанра нуар классического периода, чьим режиссёром выступала женщина. В этом же году студия RKO выпустила фильм «Доля секунды», который затрагивал тему ядерной войны и считается по праву первым «ядерным нуаром». Самую известную картину данного жанра — «Целуй меня насмерть» 1955 года принято считать программной и причислять частично и к категории фильма класса А, бюджет ленты составлял 410 000 долларов. Студия United Artists, выпустившая данный фильм, только в 1955 году выпустила 25 программных лент, чей бюджет варьировался от 100 000 долларов до 400 000 долларов. Длина фильма «Целуй меня насмерть» составляет 106 минут, что типично для фильма категории А, однако актёр Ральф Микер, играющий главного героя, появлялся раннее лишь в одной крупной ленте. Сам фильм был снят по мотивам pulp-новеллы о Майке Хаммере авторства Микки Спиллейна, в которую режиссёр Роберт Олдрич добавил свою эстетику. Результатом стала жестокая жанровая картина, вызвавшая у зрителей-современников чувство беспокойства. Страх ядерной войны с Советским Союзом наряду со страхом радиоактивных отходов в результате ядерных испытаний в Америке дал жизнь новой жанровой эпохе фильмов, совмещающих в себе элементы катастрофы, научной фантастики и ужасов. Данный жанр занимает важное место среди малобюджетных фильмов. Большим успехом пользуется фильм Уильяма Алланда — «Тварь из Чёрной Лагуны» 1954 года выпуска, или фильм студии Columbia, режиссёра Сэма Кацмана — «Это прибыло со дна моря» 1955 года выпуска, выделяющийся острыми моментами в сюжете и выдающимися спецэффектами. Фильмы подобных жанров также могли использоваться для наблюдения реальных культурных и социальных проблем, что было сложно сделать в А-фильмах. Так, фильм студии Allied Artists и режиссёра Дона Сигела — «Вторжение похитителей тел» трактует конформистское давление и зло банальности в преследовании аллегорической моды. Фильм «Невероятно огромный человек» 1957 года выпуска, режиссёра Берта Айра Гордона затрагивает тему катастрофических последствий радиоактивного загрязнения.
Фильм «Невероятно огромный человек» был выпущен новой студией, чьё имя было гораздо большим, чем их имеющийся бюджет. Студия American International Pictures (AIP) была основана в 1956 году Джеймсом Харви Николсоном и Закари Сэмюэлом Аркоффом как попытка реорганизации студии American Releasing Corporation (ARC). Вскоре AIP стала лидирующей киностудией в США, создающей фильмы категории Б. Данная студия стремилась сохранить практику двойного сеанса через выпуск низкобюджетных парных фильмов. Успех фильма «Я был подростком-оборотнем» 1957 года выпуска принёс AIP доходы в два миллиона долларов при бюджете фильма в 100 000 долларов. Как следует из названия фильма, студия опиралась на фантастический сюжет, но одновременно и ориентировалась на подростковую аудиторию. Вышедший в 1958 году фильм «Шайка лихих водителей» также возымел успех, в 1959 году вышел очередной комедийный фильм о подростковом насилии — «Призрак Драконьей Лощины». Студии AIP удалось нацелиться на сегментацию рынка, целевой рынок и определять насыщенность запроса. Всё это войдёт в обиход кинорынка в конце 1970-х годов. Что касается нового жанрового контента, то со своими фильмами подоспели и студии-гиганты, такие, как Warner Bros с фильмом 1957 года «Дикая молодёжь» и «Средняя школа Конфиденциальности» студии MGM 1958 года. В обоих фильмах играла актриса Мейми Ван Дорен.

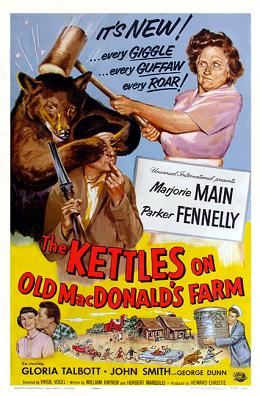
Постер комедийного фильма «», выпускающийся, как часть серии фильмов о, 1957 год

В 1954 году молодой кинодел Роджер Корман получил первые титры на экране как сценарист и помощник продюсера в фильме студии Allied Artists — «Шоссе Драгнет». Вскоре Корман создал собственный фильм «Монстр с океанского дна» с бюджетом в 12 000 долларов. Съёмки продолжались шесть дней. Наряду с другими шестью картинами, над которыми он работал в 1955 году, Корман выступал режиссёром и продюсером первых официальных лент студии ARC — «Женщина из племени апачей» и «День, когда Земле пришёл конец». Корман в будущем станет режиссёром или продюсером свыше пятидесяти фильмов вплоть до 1990-х годов. Его часто называли «Королём Би», сам Корман уверен, что никогда в жизни не снимал «Би-муви», так как оно по мнению режиссёра угасло к моменту начала его карьеры. Сам Корман предпочитает называть себя режиссёром «малобюджетных эксплуатационных фильмов».. В последние годы Корман вместе со студией AIP поможет подняться по карьерным лестницам таким будущим режиссёрам, как Фрэнсис Форд Коппола, Джонатан Демме, Роберт Таун, Роберт Де Ниро и другие.
В конце 1950-х годов режиссёр Уильям Касл станет известен как великий новатор в индустрии Б-фильмов. Его фильм «Мрак» 1958 года выпуска с бюджетом в 86 000 долларов затрагивал такие острые темы, как страх перед смертью. Фильм 1959 года «Тинглер», Уильям использовал свой самый известный трюк для испуга зрителей; во время кульминационной сцены фильма работники кинотеатра подкрадывались к зрителям и неожиданно пугали их, издавая звуки, такие как крик или смех. Это всё стало частью рекламной кампании киностудий Columbia и Universal, выпускающих фильмы режиссёров Уильям Касла и Уильяма Алланда, которые для привлечения аудитории прибегали к разным нестандартным трюкам и уловкам, применявшихся ранее в случайных кинотеатрах.
Рост популярности автокинотеатра способствовал большому росту независимой Би-муви индустрии. Если в январе 1945 года автокинотеатров насчитывалось 96, то через 10 лет их количество выросло до 3 700. Данные фильмы отличались простой картинкой, знакомыми сюжетами, достоверные шокирующие элементы фильма идеально подходили для просмотра в автомобиле со всеми вытекающими отвлекающими факторами. Феномен кино под открытым небом стал одним из главных символов американской поп-культуры 1950-х годов. В это же время множество местных американских каналов начали показывать фильмы жанров Би-Муви в позднее время, популяризируя фильмы со взрослым контентом.
В США становились популярными иностранные фильмы, которые дублировались на английский язык и изменялись для западной зрительской аудитории, так, например Джозеф Левин работал над американской реинтерпретацией японского фильма «Годзилла», где главным героем сделал американского актёра Берра Реймонда. Британская студия выпустила успешные ленты «Проклятие Франкенштейна» (1957), «Дракула» (1958) и другие фильмы жанра ужасы. В 1959 году студия Embassy Pictures приобрела права на итальянский фильм «Подвиги Геракла» с главным героем в исполнении актёра Стива Ривза. Несмотря на малобюджетность картины, Embassy Pictures потратила беспрецедентные 1,5 миллиона долларов на рекламу фильма. Фильм нашёл своего широкого зрителя в США, хотя критики заметили, что без рекламы картина бы не привлекла какого-либо внимания к себе. Embassy Pictures уже перед выходом считала возможные кассовые сборы, стремясь продать права на показ фильма в каждом кинотеатре США, однако остановились, испугавшись негативного влияния сарафанного радио. Тем не менее фильм был показан в 600 кинотеатрах США, а кассовые сборы составили 4,7 миллиона долларов. Фильм превзошёл все ожидания и даже пользовался колоссальной популярностью за рубежом. Данную тактику рекламы фильмов вскоре в будущем переймут все студии Голливуда.

### 1960-е годы, ослабление цензуры, появление эротики и ужасов
Принятие антимонопольного закона ещё в 1948 году по прежнему отражалось на дальнейшем изменении киноиндустрии в 1960-е годы. Тем не менее средняя стоимость фильма класса А выросла незначительно с 1950-х годов и составляла два миллиона доллара. Практика традиционного двойного сеанса почти исчезла, хотя и существовала в нескольких кинотеатрах. Вместо этого популярной была новая версия двойного сеанса, установленная студией AIP. В июле 1960 года вышел пеплум-фильм Джозефа Лефина — «Подвиги Геракла: Геракл и царица Лидии», который показывался в паре с фильмом ужасов «Кровавое чудовище», где для испуга зрительской публики использовались разные уловки. В этом же году Роджет Корман, получив заказ на создание двух чёрно-белых фильмов в жанре ужасов, решил вместо этого создать один и более высокобюджетный и цветной фильм ужасов. Результат данного решения — «Падение дома Ашеров», фильм рассматривается как Би-муви, однако своим качеством определённо достигает стандартов А-фильма с самым длинным когда-либо созданным хронометражем для фильма ужасов и самыми крупным бюджетом, который Корман когда-либо вкладывал в фильм. Тем не менее, «Падение дома Ашеров» по-прежнему рассматривается, как Би-муви, снятый за 15 дней со своим бюджетом в 200 000 долларов и длительностью в 85 минут, другие Б-фильмы подобных жанров длились меньше, чем 80 минут.
Практика кодекса Хейса, подразумевающая наложение цензуры на такие темы в кино как эротика, наркотики, межрасовые отношения, «оскорбление нации», критика духовенства/религии, власти, сцены жестокости, восстания и т. д., стала ослабевать, что одновременно дало большую возможность для развития жанров фильмов категории Б. Так, появилось определение эксплуатационного кино. Изначально так называли низкобюджетные фильмы категории powerty row, затрагивающие провокационные и вульгарные темы по меркам голливудской этики. В таких фильмах изображали разного рода сцены наготы и эротики. Зрители могли видеть от кадров родов, до ритуальных жертвоприношений. Кинотеатры если и соглашались показывать подобные фильмы, как правило, не афишировали их показ, эксплуатационные фильмы показывались в основном в грайндхаусах. Самый известный создатель эксплуатационных фильмов — Говард Бэбб — стоял в авангарде по созданию и продвижению низкобюджетных фильмов с яркими заголовками и шокирующим материалом, продвигая рекламу в агрессивном виде всеми возможными способами, чтобы достичь своей зрительской аудитории с вероятностью до 100 %. В эпоху традиционного двойного сеанса никто бы даже не решился сравнивать подобные эксплуатационные фильмы с «Би-муви». Практику создавать эксплуатационное кино перенимают и крупные студии, превращая это в новый стандарт низкобюджетной Би-муви индустрии в 1960-е года.

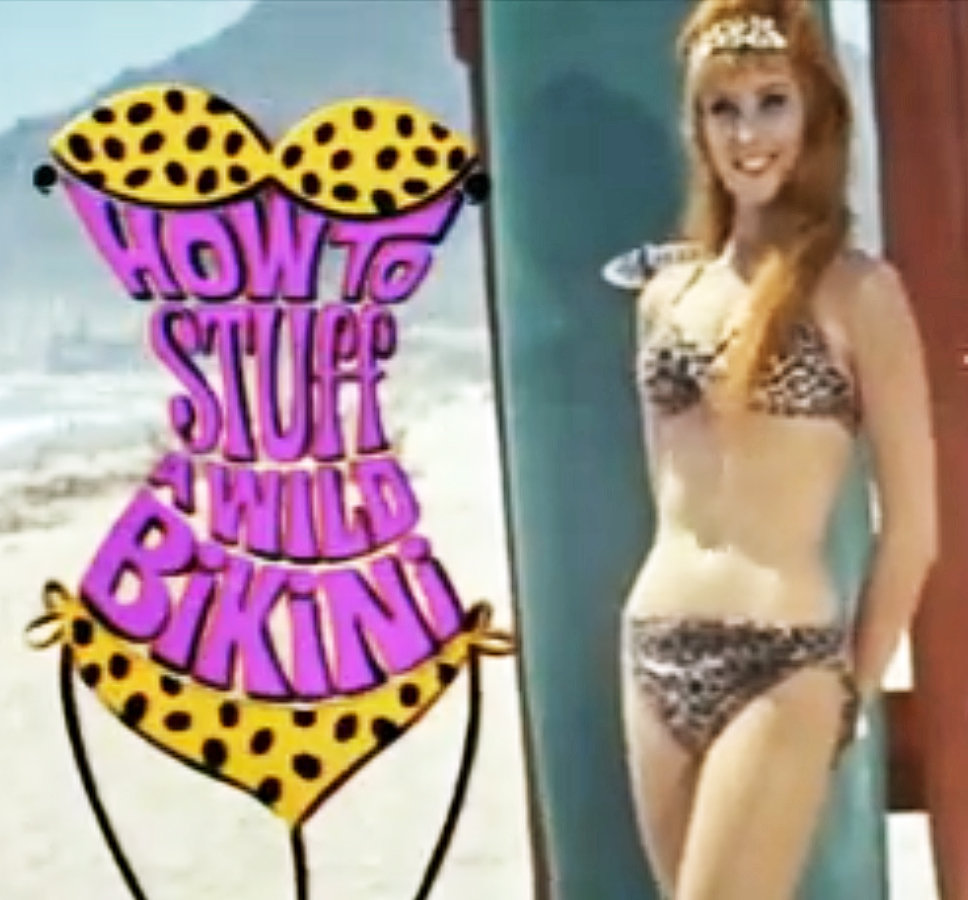
В 1960-е годы в Би-муви начинает эксплуатироваться тема лёгкой эротики и двусмысленных намёков. Кадр из трейлера «», 1965 год.

В начале 1960-х годов популярность эксплуатационных лент набирает стремительную популярность. В 1961 году выходит фильм «Повреждённые товары», повествующий о девушке, чей парень, погрязший в распутстве, заражается венерическими заболеваниями, которые приводят носителя к физическому уродству. Одновременно выходили фильм с сексуальным контентом, изображением наготы. Большой популярностью тогда стали пользоваться артисты-стиптизёры, такие как Бетти Пейдж, стали набирать популярность порноэротические фильмы, хотя первые из них появлялись ещё в 1930-е годы. В конце 1950-х годов, когда старые грайндхаусы демонстрировали в основном «взрослый» контент, некоторые режиссёры предприняли попытку создания эротических кинолент с углублённым сюжетом. Наиболее известен в этом отношении Расс Мейер, выпустивший свой первый успешный эротический комикс «Аморальный мистер Тис» в 1959 году. Через пять лет Мейер выпустил фильм «Лорна», совмещающий в себе элементы эротики, насилия и драматического повествования. Фильм «Мочи, мочи их, киска!» вышел в 1965 году, бюджет фильма составлял около 45 000 долларов. Наполненный двусмысленными намёками, но без эротических сцен, фильм стал одним из самых известных и успешных сексплуатационных фильмов в США. Студия AIP выпустила ряд других кинолент для подростков с похожей темой — «Пляжные игры» (1965), «Как справиться с диким бикини» (1965), где роли главных героев исполняли Аннетт Фуничелло и Фрэнки Авалон. Фильм «Трип» 1967 года выпуска режиссёра Роджера Кормана и сценариста-ветерана студий AIP/Corman Джека Николсона заигрывал с темой наготы, хотя никогда не показывал обнажённые части тела.

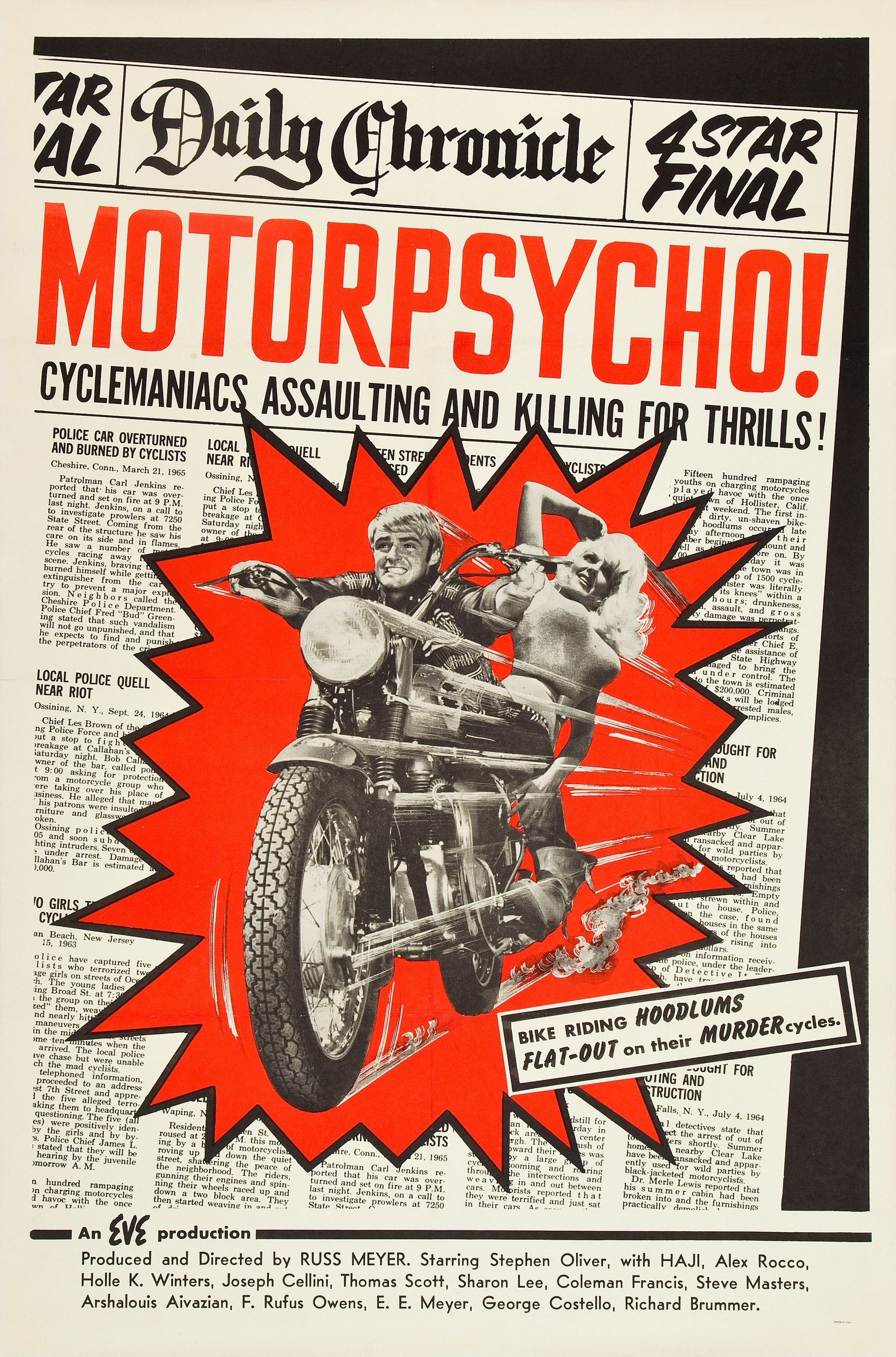
Фильм «Мотопсихи» 1965 года стал крайне успешным, его режиссёр Русс Мейер заслужил свою репутацию как создатель эротики. Вскоре тема байкерского кино стала очень популярной и даже слово «психо» тогда вошло в моду среди молодёжи.

Один из самых известных Б-фильмов своей эпохи — «Психо» 1960 года выпуска при своём бюджете в 800 000 долларов собрал в кинотеатрах 8,5 миллиона долларов, что сделало его самым прибыльным фильмом в 1960 году. Данный фильм, грубо нарушающий кодекс Хейса, способствовал дальнейшему ослаблению цензуры на фильмы в США. При этом Альфред Хичхок создал фильм с рекордным для себя низким бюджетом и с участием малоизвестных актёров. Данный фильм тем не менее взорвал киноиндустрию, множество других режиссёров попыталось создать более жуткие киноленты, чем «Психо» . На волне успеха фильма в 1961 году вышел фильм «Смертоносный», положивший начало поджанру ужасов слэшер, который станет популярным в 1970-е годы. Фильм «Кровавый пир» режиссёра Хершела Гордона Льюиса повествовал о маньяке, расчленявшим людей для их готовки. Бюджет фильма составлял всего 24 000 долларов США. Данный фильм положил начало поджанру ужасов сплэттер. Деловой партнёр Льюиса Дэвид Фридман в качестве рекламной уловки раздавал зрителям мешки для рвоты. Фильм стал причиной судебного иска, требующего ограничить в творчестве режиссёров эксплуатационных фильмов, многие современники, особенно консерваторы, были крайне недовольны выпуском подобных фильмов. Тем не менее они не могли остановить тенденцию отказа от кодекса Хейса и внедрения шокирующего контента во всё большее количество фильмов Би-муви, от этого возникало ощущение «эксплуатации» подобных тем, которые постепенно признавались традиционными жанрами для низкобюджетной киноиндустрии. Одновременно в США выпускались дублированные на английском языке итальянские фильмы ужасов жанра джалло с ярким визуальным содержанием и изображением долгих кровавых сцен от лица убийцы.
Популярность жестоких фильмов привела в возникновению в США рейтинговой системы в 1968 году, которая сильно ограничивала показ фильмов в кинотеатрах и телевидении в зависимости от их возрастного рейтинга. Она стала компромиссом в конфликте со сторонниками цензуры после того, как следование кодексу Хейса перестало быть обязательным. Рейтинговая система не ограничивала киноделов в творческой свободе, однако накладывала ограничения на возраст зрителей и время показа в кино и на телевидении в зависимости содержания фильма. Это оказало сильнейшее влияние на дальнейшее развитие киноиндустрии, со времён антимонопольного иска 1948 года. Многие жанры, типичные для «Би-муви» начинают постепенно эксплуатироваться в А-фильмах.
Так, одна из высокобюджетных лент студии Paramount режиссёра Романа Полански и сценариста Айры Левина — «Ребёнок Розмари» 1968 года выпуска стала первой высокобюджетной картиной жанра ужасы, выпущенной за последние три десятилетия Фильм возымел колоссальный успех в прокате и одобрительные отзывы критиков. Другая картина Джорджа Ромеро — «Ночь живых мертвецов» созданная за 114 000 долларов, была создана как наследие успешной Б-ленты «Вторжение похитителей тел» и затрагивало такие острые социальные и политическое темы, такие как критика вторжения США во Вьетнам и конфликты в США на расовой почве. Ромеро использовал триллер как аллегорию Вьетнамского конфликта и высмеивал известные жанровые клише в своём стиле эксплуатационного кино. Это гарантировало ленте при её скромном бюджете интерес публики и высокую прибыль от кассовых сборов. Вместе с официальным установлением рейтинга Х (18+) для фильмов студии гиганты принялись за создание высокобюджетных фильмов для взрослых, таких как «Полуночный ковбой» 1969 года выпуска. Одновременно Би-муви индустрия постепенно уходит в андерграунд и переживает всплеск порнографии. В быстро меняющемся рынке своё место находит режиссёр Расс Мейер, выпустивший в 1969 году фильм «Кто-то теряет, кто-то находит!», удостоившийся критики журнала The New York Times. В ближайшем будущем, в 1970-е годы Мейер примется за создание ряда эротических картин, таких как «Частные медсёстры» (1971) и «Женщины в клетках» (1971).
В мае 1969 года на каннском кинофестивале был представлен один из самых знаковых эксплуатационных фильмов своего времени. Бюджет фильма «Беспечный ездок» составлял всего 400 000 долларов, при этом фильм позиционировал себя как фильм с громким названием, чьим режиссёром выступал ещё тогда новичок Деннис Хоппер, кинооператором Ласло Ковач, а сценаристом Питер Фонда. Фонда быстро стал одним из самых знаковых представителей студии AIP после игры в успешных фильмах о байкерах «Дикие ангелы» 1966 года и фильма о ЛСД — «Трип». Фонда затем предложил объединить две данные проверенные темы в независимой картине, где он будет одновременно играть главную роль и выступать сценаристом. При съёмках фильма, Фонд и Хоппер вдохновлялись идеей французской новой волны, процесс работы над фильмом сопровождался рядом трудностей ввиду царящей анархии на съёмочной площадке и пристрастии создателей к наркотикам. Тем не менее фильм был признан новаторским, отражал ценности современной молодёжной контркультуры, восставшей против устаревшего консервативного истеблишмента. Фильм эксплуатировал темы наркотиков, байкерской культуры, хиппи, высмеивал рабочий класс США. При бюджете фильма 501 000 долларов его кассовые сборы составили 19,1 миллиона долларов . По словам историков Сета Кейгина и Филиппа Дрея, фильм стал символом своей эпохи и перехода киноиндустрии с консервативной эпохи этически приемлемых фильмов Голливуда в современную киноиндустрию, развившеюся с 1970-х годов, завязанную на эксплуатации сатиры, жестокости, эротики, туалетного юмора, экшена и прочих любимых нишевых жанров у массового зрителя.

### 1970-е годы, эксплуатация нишевых жанров и контркультура
На рубеже 1960-х и 1970-х годов появилось новое поколение небольших компаний, выпускающих низкобюджетные эксплуатационные фильмы класса Б молодёжной и научно-фантастической тематики. Такие студии, как New World Pictures Роджера Кормана, Cannon Films и New Line Cinema, создавали основную массу эксплуатационных фильмов для показа в кинотеатрах. Средний хронометраж фильма класса А продолжал расти и достигал уже 140,1 минуты среди фильмов блокбастеров. Б-фильмы не отступали в данном тренде. В 1955 году Корман занимался созданием пяти фильмов со средней продолжительностью в 74,8 минуты. В 1970 году он также занимался созданием пяти кинолент, две из них для студии AIP, и три уже самостоятельные работы собственной студии. Средняя продолжительность его лент составляла уже 89,8 минуты. Они могли приносить неплохие доходы. Первая картина студии New World — байкерский фильм «Ангелы умирают трудно» — имел бюджет в 117 000 долларов, но его кассовые сборы составили более 2 миллионов долларов.
Крупнейшая студия на низкобюджетном рынке оставалась лидером в росте индустрии эксплуатационных лент. В 1973 году, American International позволила «выстрелить» молодому режиссёру Брайану Де Пальме. Обозревая фильм «Сёстры», журналистка Полин Кейл заметила, «что его хромой приём кажется, не имеет значения для людей, которые хотят свою безвозмездную кровь… Он не может заставить двух людей говорить, чтобы сделать простое объяснительное замечание, подобно самой скверной картине Republic picture из 1938 года». Свой расцвет начинают фильмы жанра блэксплотейшн, поджанра эксплуатационного кино, но ориентированного на чернокожую американскую аудиторию. Это фильмы, созданные в основном студией AIP с чернокожими актёрскими составами, затрагивают в основном стереотипные истории, завязанные на продаже наркотиков, преступности и проституции. Одной из главных звёзд «чёрных» фильмов была Пэм Гриер, начавшая свой подъём в актёрской карьере с фильма «За пределами долины кукол» (1970). Успехом пользовались новые ленты жанра женщины в тюрьме студии World Pictures «Дом большой куклы» (1971) и «Большая клетка для птиц», чьим директором выступал Джек Хилл, он также выступал режиссёром успешных «чёрных» фильмов «Коффи» (1973) и «Фокси Браун» (1974).

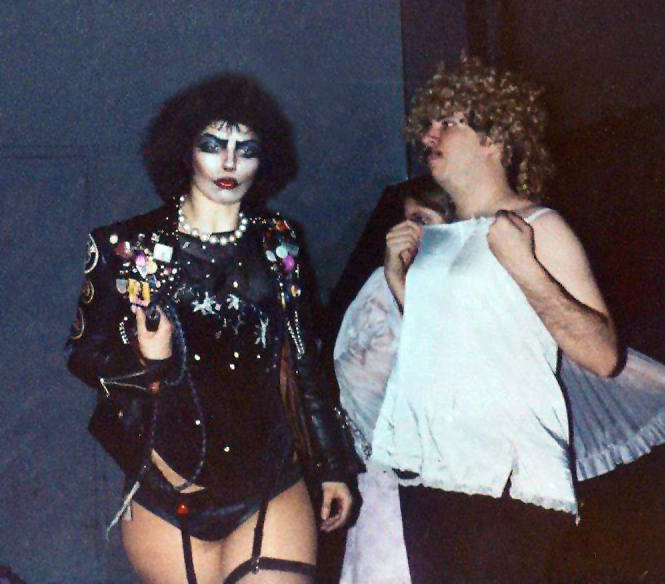
Персонажи фильма «Шоу ужасов Рокки Хоррора». 1975 год. Фильм создан на волне моды на «контркультурное» кино

Blaxploitation стал первым эксплуатационным жанром, ориентированным на не белую зрительскую аудиторию, над созданием фильмов которых занимались в основном крупные студии. Фильм студии United Artists «Хлопок прибывает в Гарлем» 1970 года выпуска считается первым «чёрным» фильмом, его режиссёром выступил афроамериканец Осси Дэвис, однако первый фильм, с которым был признан феномен жанра «Blaxploitation», стал «Свит Свитбэк: Песня мерзавца» (1971) также чёрного режиссёра Мелвина Ван Пиблза. Фильм отличался смелостью своего содержания, включая в себя сцены порнографии и манифест чёрной американской революции. Мелвин Ван Пиблз выступал одновременно режиссёром, продюсером, сценаристом и композитором фильма, его проект был завершён при финансировании Билла Косби. Дистрибьютором выступала небольшая компания Cinemation Industries, наиболее известная выпуском дублированной версии итальянского фильма «Собачий мир» (1962), шведской порноадаптации эротической новеллы Фанни Хилл, а также создание собственной ленты «Человек из О.Р.Г.И.И» (1970). Подобные фильмы показывались в грайндхаузах.
В 1970 году малобюджетная криминальная драма, снятая на 16-миллиметровую плёнку режиссёром-женщиной Барбарой Лоден, получила международный приз критиков на Венецианском кинофестивале. «Ванда» сочетает в себе одновременно элементы классической кинокартины Б, но и демонстрирует женщину как самостоятельную и главную героиню, а не как роковую женщину или компаньона, призванного лучше раскрыть характер главного мужского героя. Сюжет наполнен криминалом и мрачной атмосферой, совмещая в себе элементы нуара старой школы Би-муви. Бюджет фильма составил 115 000 долларов. Лоден собирала средства на свою картину 6 лет. Многие молодые режиссёры своего времени, такие как, например Марио Ван Пиблз, совмещали качественно сделанный эксплуатационный жанр кино с остросоциальными комментариями. Первые три фильма Ларри Коэна — «Кость» (1972), «Чёрный Цезарь» (1973) и «Смерть в Гарлеме» были формально blaxploitation-картинами, однако Коэн использовал данные фильмы как изучение межрасовых отношений в США в сатирическом ключе, и критику капитализма. Фильм ужасов «Смертельный сон» (1974) режиссёра Боба Кларка также затрагивал протест по поводу войны во Вьетнаме. Молодой канадский кинодел Дэвид Кроненберг создал ряд фильмов в жанре ужасы, затрагивая в них психологию и политические, социальные комментарии — «Судороги» (1975), «Бешенство» (1977), «Выводок» (1979). Идея фильма «Беспечный ездок» со своей концептуальной строгостью, но и использованием эксплуатационного жанра будет воплощена в будущем в такой байкерской картине, как «Парни в синей форме» 1973 года режиссёра Джеймса Уильяма Герсио.

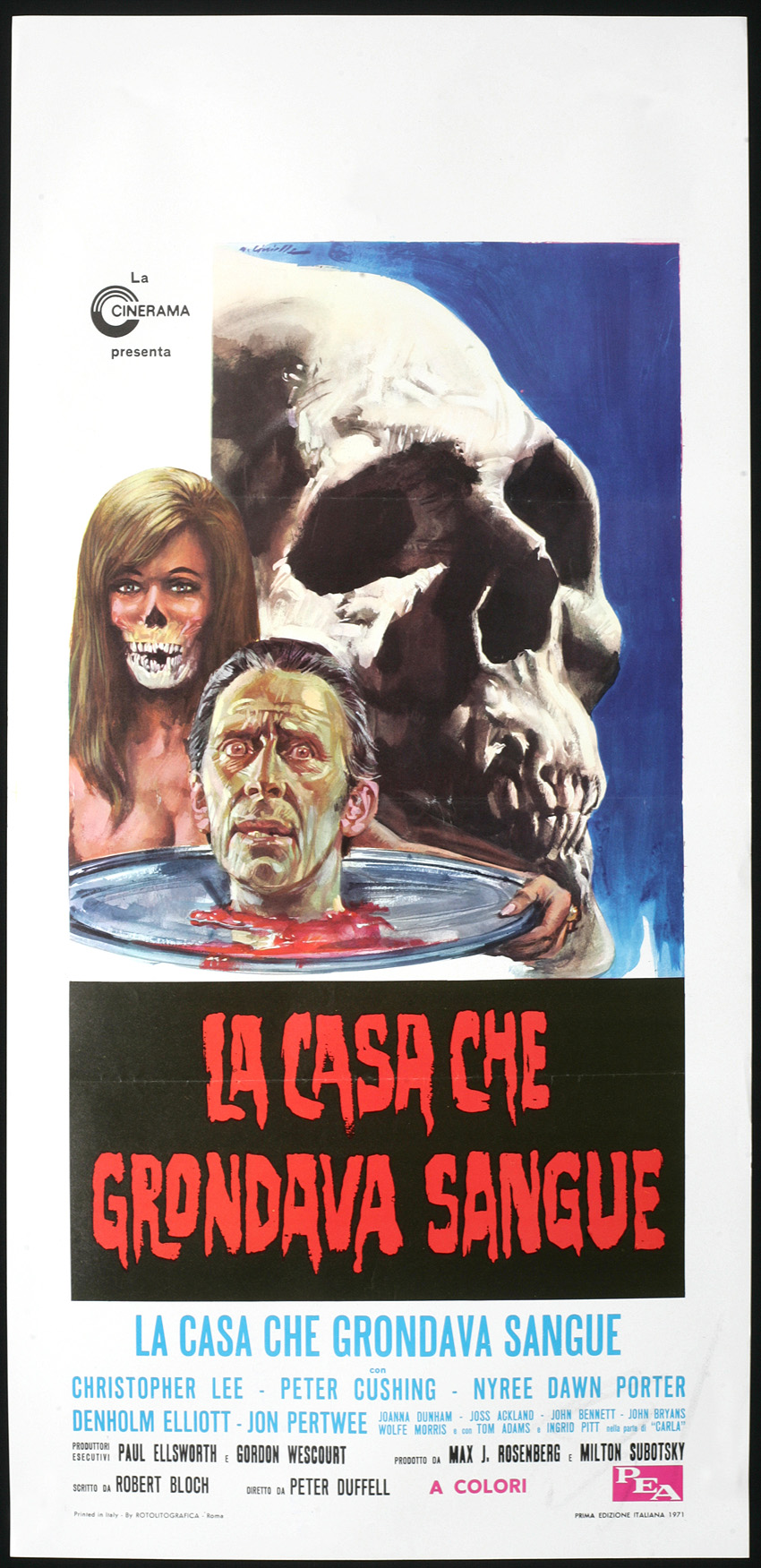
Постер фильма ужасов «Дом, где стекает кровь», 1970 год

В начале 1970-х годов растущая практика вечерних показов андеграундных фильмов и дальнейшее культивирование широкой зрительский аудитории привело к такой концепции, как ночное шоу с полуночным показом фильмов для взрослых в контркультурной обстановке. Одним из первых подобных фильмов стал «Ночь живых мертвецов», его успех сподвиг других независимых режиссёров на создание фильмов с концепцией контркультуры, как, например фильм «Розовые фламинго» (1972), острая сатира, где главного героя играет дрэг-квин, или «Шоу ужасов Рокки Хоррора» (1975), малобюджетный фильм от 20th Century Fox, высмеивающий киноклише классических Б-фильмов, он стал беспрецедентным хитом, однако, только после того, как был перезапущен через год как позднее шоу. Даже несмотря на то, что «Рокки Хоррор» породил своё собственное субкультурное явление, он способствовал распространению кинотеатрального полуночного фильма.
В 1970-е годы стали появляться первые фильм о восточных единоборствах, или «фильмы кунг-фу», как их любили называть. К популяризации данного жанра причастны созданные в Гонконге фильмы с участием китайского актёра Брюса Ли в главных ролях, финансированием данных фильмов занимались студии AIP и New World. Жанр ужасов продолжал привлекать молодых и независимых режиссёров. Популярность эксплуатационного жанра и ужасов у аудитории гарантировало неплохие доходы любому низкобюджетному фильму ужасов при правильной рекламе и умеренных ценах на билеты. Таким образом, данные жанры становились площадками экспериментов для молодых режиссёров и возможностью продвижения по карьерной лестнице. Например, картина «Техасская резня бензопилой» режиссёра Тоуба Хупера при бюджете в 300 000 долларов стала культовым фильмом жанра ужасов 1970-х годов. Фильм «Хэллоуин» Джона Карпентера при своём бюджете в 320 000 долларов собрал по всему миру более 80 миллионов долларов, установив поджанр ужасов слэшер в качестве основного жанра в последующее десятилетие. В 1974 году вышел другой успешный фильм с похожей концепцией «Чёрное Рождество» режиссёра Боба Кларка.
Параллельно в 1970-е годы уже установилась чёткая грань между фильмами для телевидения, выходящими также в формате еженедельных серий и фильмов, делающихся для кинопроката. Сериалы можно рассматривать как наследие или эволюционное развитие классических Би-муви. Производство телевизионных фильмов было поставлено на поток после начала выхода антологического сериала ABC Фильм недели в 1969 году на телеканале ABC. Телевизор стал основной площадкой для показа Б-фильмов. Телевизионные фильмы брали за основу сюжета реальные скандальные события, например, выход из тюрьмы Патрисии Херст. Среди зрителей возрос интерес к старым фильмам из 1920-х годов, таких как, например, «Обломки человека» и «Когда охладеет любовь». Студия FBO pictures создавала дешёвые киноленты как правило с актёрами, которые не были известными и не станут таковыми. Многие ТВ-фильмы 1970-х годов, такие, как «Парень из Калифорнии» (1974) в исполнении Мартина Шина были фильмами, ориентированными на экшен с низкой смысловой нагрузкой, в которых использовались проверенные приёмы, типичные для Б-фильмов. Другой пример — фильм-триллер «Кошмар в округе Бадхэм», который прибегал в жанру рабской эксплуатации девушек злодеями реднеками.
Высшая киноиндустрия медленно двигалась к кризису, вестерны вышли из моды, а потенциал жанра масштабных исторических эпопей тоже начал истощаться. Отголоски фильма «Беспечный ездок» были слышны во многих ТВ-фильмах, а также картинах эксплуатационного жанра, но влияние фильма на Б-индустрию не было столь прямолинейным. К 1973 году студии-гиганты только начали осознавать коммерческий потенциал жанров, которые были представлены только в независимых низкобюджетных фильмах и андерграунде. Хотя А-фильм «Ребёнок Розмари» считался фильмом ужасов, он не имел ничего общего с эксплуатационным кино. А-фильм ужасов «Изгоняющий дьявола» студии Warner Bros показал, что эксплуатация жанра ужасов может сделать фильм блокбастером. «Изгоняющий дьявола» стал фильмом года и самым доходным фильмом жанра ужасы. Уильям Пол заметил, что фильм стал феноменом, так как, будучи мейнстримной высокобюджетной лентой, обращался с крайне эксплуатационным, жестоким и маргинальным темам. Данный фильм сделал жестокость респектабельной. То, что ещё недавно называлось эксплуатационным кино, стало новым стандартом для А-фильмов с показом в тысячах кинотеатров к концу 1970-х годов. Американский режиссёр Джордж Лукас, ранее известный созданием Б-картины «Американские граффити», совершил свой существенный вклад в продвижение эксплуатационного жанра в индустрию А-кино вместе со своими культовыми картинами, такими как серии о Звёздных Воинах и фильмов об Индиане Джонсе, также культовый хит «Челюсти» начинающего режиссёра Стивена Спилберга. Данные картины числятся в числе первых, в которых использовались жанры Б-фильмов, но уровень финансирования был, как у традиционных А-фильмов. Американская киноиндустрия начала переживать свой новый расцвет, её фильмы стали ассоциироваться с яркими или жестокими картинами для подростков, однако, это можно и считать сильным ударом по культуре малобюджетной киноиндустрии, которая лишилась своей уникальной идентичности.

### 1980-е годы, трансформация киноиндустрии, уход Би-муви в тень
Большинство студий эпохи эксплуатационного кино рухнуло или стало частью А-киноиндустрии, сумев адаптироваться под изменяющийся рынок кино, уставший от классических вестернов, драматических и исторических эпосов. Студии-гиганты, отвечая на запросы целевой аудитории, стали выпускать высокобюджетные картины с жанрами, считавшимися традиционно эксплуатационными, использовавшимися раннее только в независимых фильмах и низкобюджетных Би-муви. Зритель в ответ начал требовать всё более захватывающего сюжета и качественной картины с дорогими визуальными эффектами, чего фильм категории Б предложить уже не мог. Предпосылки к этому стали появляться ещё в 1970-е годы с выпусками высокобюджетных фильмов-катастроф, которые можно называть эксплуатационными — «Аэропорт» (1970), «Приключение „Посейдона“» (1972), «Землетрясение» (1972) и «Ад в поднебесье» (1974). Темы данных фильмов, завязанные на природных катаклизмах и катастрофе, можно назвать типичными сюжетами для Би-муви, однако это были высокобюджетные картины с известными актёрами категории А-фильмов. Высокобюджетный фильм ужасов «Экзорцист» показал, насколько эксплуатационный жанр в сочетании с дорогими и качественными спецэффектами может стать эффективным и подходящим для широкой зрительской аудитории. Однако, основной тон данной тенденции задал хит Стивена Спилберга — «Челюсти» (1975) и «Звёздные войны» (1977) Джорджа Лукаса. Данные фильмы, которые сегодня считаются культовыми хитами, были бы невозможны к созданию в своём виде ещё десятилетием раннее. Фильм «Супермен» (1978) показал, что успешной может быть и дорогая экранизация детского комикса, фильм стал главным хитом 1979 года. Фэнтезийные спектакли в стиле блокбастеров, такие как «Кинг-Конг» 1933 года, когда-то были единичными исключениями, появляются всё чаще и чаще, становясь новым стандартным жанром Голливуда.
Принятие мейнстримной голливудской индустрией эксплуатационных жанров Би-муви в конце 1970-х годов привело и к скачку средней стоимости фильма. Если с 1961 по 1976 годы себестоимость производства А-фильма с учётом инфляции увеличилось с 2 до 4 миллионов долларов, то уже к 1980 году средняя стоимость фильма достигла 8,5 миллионов долларов. Несмотря на снижение уровня инфляции, затраты на создание фильмов продолжали стремительно расти. Традиционные А-фильмы академического качества смещаются на задний план в тени блокбастеров о фэнтези и научной фантастике и находят себя в «новой нише погони за призовыми статуэтками». Так как высокобюджетные блокбастеры создавались с учётом максимального охвата тысяч кинотеатров по всему США, для создателей недорогих Б-лент становится всё сложнее продвинуть свои работы и получать с них прибыль. Практика двойного сеанса исчезает, становится достоянием прошлого и встречаются единично в так называемых домах возрождения. Одной из первых жертв изменений в киноиндустрии стала Б-студия Allied Artists, которая объявила о банкротстве в апреле 1979 года. Также в конце 1970-х Б-студия AIP обратилась к производству относительно высокобюджетных фильмов «Ужас Амитивилля» и «Метеор», однако в 1980 году студия была продана и распущена как киноконцерн.
Несмотря на растущее финансовое давление, повышающее риски провала и мешающее распространению низкобюджетных фильмов, многие жанровые фильмы из небольших студий и независимых режиссёров всё ещё доходили до кинотеатров. Жанр ужасов по-прежнему оставался самым живучим и прибыльным в начале 1980-х годов. Например, успехом пользовался фильм-слэшер «Кровавая вечеринка», автором сценария которого является феминистка Рита Мэй Браун. Бюджет фильма составлял всего 250 000 долларов. В 1983 году, пытаясь преодолеть кризис, Роджер Корман продал компании New World и New Horizons. Позже студия Concorde-New Horizons осталась единственной у Кормана.
В 1984 году New Horizons выпустила первый Би-муви о панк-субкультуре — «Пригород», режиссёром выступала Пенелопа Сфирис, сам фильм получил восторженные оценки критиков. Ларри Коэн, экспериментируя с жанрами, выпускает фильм «Q», затрагивающий тему монстров, катастрофы и религиозного культа, который критики описывали как незаменимую для кинорынка зрелищную Би-муви картину, использующую максимальные возможности своего скромного бюджета, который позволяет погружаться зрителю вместо того, чтобы тратить время на споры и разговоры о картине. В 1981 году студия New Line выпустила Б-фильм, сатирическую комедию «Полиэстер» режиссёра Джона Уотерса с небольшим бюджетом и использованием эксплуатационных жанров кино старой школы 1960-х годов. В октябре этого же года выходит фильм ужасов и мистики «Зловещие мертвецы», чья премьера состоялась в кинотеатре Redford Theater в Детройте. Режиссёр Сэм Рэйми и продюсер Роберт Таперт были ещё начинающими киноделами, которым было только по 22 и 23 года. Дистрибуцией фильма согласилась заняться студия New Line, после чего фильм стал хитом и завоевал культовый статус.
Одна из самых успешных Би-муви студий 1980-х годов Troma Pictures начала выпускать свои фильмы ещё в эксплуатационную эпоху. Самые известные работы студии в 1980-е годы — «Атомная школа» (1986), «Деревенские зомби» (1987) и «Нацисты-сёрфингисты должны умереть» обыгрывают эксплуатационный жанр в сатирической, самоироничной форме. Самый известный фильм студии — «Токсичный мститель» (1984) — положил начало серии фильмов, а также мультипликационному сериалу. Один из немногих успешных Би-муви студий того времени Empire Pictures выпустил свой фильм «Гули» в 1985 году. В это время рынок видеопроката становился центральным в экономике киноиндустрии: финансовая модель Empire основывалась не на получении прибыли от кассовых сборов, а прибыли, полученной от продажи и проката видеокассет. Студия Concorde-New Horizon также пошла в данном направлении, чьи Би-муви появлялись в кинотеатрах редко и ненадолго или вовсе же сразу выпускались на кассетах. Рост индустрии кабельного телевидения также помог поддержать малобюджетную киноиндустрию, так как многие Би-муви становились наполнительным материалом для 24-часовых кабельных каналов и многие из них были специально созданы для этой цели.

### 1990-е годы переосмысление в артхаус и сексуальное раскрепощение
В 1990 году средняя стоимость американского фильма достигала уже 25 миллионов долларов. Только в этом году суммарная стоимость девяти блокбастеров составила свыше 100 миллионов долларов. Два фильма из этого списка считались бы нишевыми эксплуатационными лентами, вышли бы они раньше конца 1970-х годов — «Черепашки-ниндзя» и «Дик Трейси». Три остальных фильма имели жанры, типичные также для эксплуатационных Би-муви прошлого — научный фантастический триллер «Вспомнить всё», детективный триллер «Крепкий орешек 2» и детская комедия
«Один дома». 1990-е годы, это также революция компьютерных технологий и открытие новых возможностей для кинематографистов. В данный период развитие технологий происходило в геометрической прогрессии; для кинематографа наставала эпоха, когда на экране можно было воплотить практически любую фантазию. Киноделы обратились к жанру о динозаврах и монстрах. Режиссёры относились зачастую серьёзно к своим лентам: если при создании малобюджетной ленты о супергерое в 1970-е годы режиссёр мог относиться в своему детищу с долей пренебрежения, позволить себе добавить сюжет с низкой смысловой нагрузкой и сцены с глупым юмором, то отныне к подобным жанрам относились гораздо серьёзнее, режиссёры создавали их с расчётом получить одобрительные оценки зрителей и кинокритиков.
Растущая популярность домашнего видео, кабельного и спутникового телевидения, где показываются не выпущенные в кинотеатрах малобюджетные фильмы, и растущее давление на недвижимость становятся причиной кризиса небольших и независимых кинотеатров, которые были связаны с производством независимого кино и артхауса. Автокинотеатры тоже стремительно исчезали.
Би-муви индустрия приспосабливалась разными способами к изменениям рынка. Фильмы студии Troma выходили сразу на видео. Кинокомпания New Line Cinema вначале создавала исключительно низкобюджетные картины и прибегала к нестандартным жанрам. После ошеломляющего успеха фильма «Кошмар на улице Вязов» (1984) с бюджетом около 2 миллионов долларов, что по меркам 1980-х годов было Би-муви, компания принялась за создание высокобюджетных лент. В 1994 году New Line стала частью вещательной компании Turner Broadcasting System, после чего была запущена как студия среднего размера с широким ассортиментом продукции вместе с Warner Bros. в составе конгломерата Time Warner. В следующем году кабельный телеканал Showtime выпустил серию из 13 фильмов Роджер Корман представляет, созданных студией Concorde-New Horizons.
Несмотря на то, что площадки для демонстрации независимых и низкобюджетных фильмов исчезали, индустрия Би-муви продолжала своё существование. Низкобюджетные картины начинали сочетать в себе признаки художественного артхауса. Режиссёр Абель Феррара, известный благодаря своим Б-фильмам с особенно жестоким содержанием «Убийца с электродрелью» (1979) и «Мисс сорок пятый калибр» (1981), создал киноленты в начале девяностых, эксплуатирующие тему жестокости, секса, наркотиков, идеи грехопадения, проверки чести и искупления. Фильм 1990 года «Король Нью-Йорка» финансировался группой небольших студий, а картина «Плохой лейтенант» и вовсе создавалась полностью на независимые бюджетные средства в размере в 1,8 миллиона долларов. В 1990-е годы Ларри Фессенден создал ряд микробюджетных фильмов о монстрах, таких как «Не говорит» (1991) и «Привычка», которые переосмысливают классические жанры ужасов о Франкенштейне и вампиризме. Бюджет картины «Автокатастрофа» Дэвида Кронненберга хотя и составлял 10 миллионов долларов, что было уже слишком мало по меркам А-фильма, однако, по содержанию и кинематографическому стилю фильм был подобен скорее независимому кино, который затрагивал тему сексуальной девиации. Фильм вызвал споры среди общественности. Фильм, как и «Король Нью-Йорка» финансировался консорциумом небольших производственных компаний, а дистрибуцией занималась Fine Line Features, которая во многом и повлияла на тематику фильма «Автокатастрофа», так как Fine Line Features являлась дочерней компанией New Line, вошедшей в состав компании-гиганта Time Warner и когда-то занимавшийся созданием независимого кино в стиле артхаус. «Криминальное чтиво» 1994 года выпуска режиссёра Квентина Тарантино с бюджетом в 8,5 миллионов долларов стал культовым хитом. При этом фильм сочетает в себе элементы артхауса, классического би-муви и первоклассного голливудского актёрского состава.
В 1990-е годы начался расцвет независимой квир-кинематографии, получившей название New Queer Cinema, фильмы данной тематики углублялись в гомосексуальные отношения, изображение ЛГБТ- и квиркультуры, явных гомоэротичных сцен в нейтральном или положительном ключе и борьбу с гомофобией. Хотя раннее в киноиндустрии и появлялись гомосекуальные отношения, они ещё не формировали собственного жанра и создавались для узкой публики с 1970-х годов, например, в фильме «Вполне естественно» (1974) были показаны гей-отношения в нейтральном ключе, остальные фильмы показывали подобные отношения в виде двусмысленных или завуалированных намёков или же преподносились как форма аморального извращения согласно кодексу Хейса. Ослабление гомофобных настроений в американском обществе позволило выйти квир-кино из андерграунда и создавать режиссёрам независимым малобюджетные ленты для кинотеатров, где геи, лесбиянки и прочие квир-люди выступают героями, а гетеросексуалы же, наоборот, выступают антагонистами. Примерами подобных лент можно считать «Яд» (1992), «RSVP» (1992), «Молодые души повстанцев» (1991), «Эдуард II» (1991) Дерека Джармена, «Обморок» (1992) Тома Калина и «Оголённый провод» (1992) Грегга Араки. Квир-тема также будет оставаться неотъемлемой частью малобюджетного кинематографа следующие десятилетия, осторожно выходя на крупный рынок кино только в 2010-е годы.

### 2000-е годы, цифровая эпоха и углубление в психологию
К наступлению 2000 года средняя стоимость кинокартины в США достигла 50 миллионов долларов. Самые кассовые и дорогие ленты сочетают в себе жанры, которые бы ещё 25 лет назад посчитали эксплуатационными и принадлежащими только к Би-муви. Так, в 2005 году среди десяти главных блокбастеров года две — это адаптации детских фэнтезийных новелл — «Гарри Поттер и Кубок огня» и «Хроники Нарнии: Лев, колдунья и волшебный шкаф», мультфильм «Мадагаскар», адаптация комикса «Бэтмен: Начало», космическая приключенческая опера «Звёздные войны. Эпизод III: Месть ситхов», научно-фантастический триллер «Война миров» и очередная адаптация Кинг Конга. Для Роджера Кормана, современного короля Би-муви, это было плохое время, он создал лишь один фильм за это время, который не показывался в кинотеатре, ровно как и все остальные картины, снятые за последнее десятилетие. По мере того, как высокобюджетные голливудские фильмы продолжали всё дальше присваивать традиционные Би-муви жанры, жизнеспособность и сам бренд Би-муви продолжал исчезать. Критики предрекали исчезновение Би-муви как культурного феномена в целом.
С другой стороны, современная индустрия снова оказывается заинтересованной в возрождении практики традиционного раскола фильмов на категории А и Б с выпуском меньшего количества программных лент, стирающих границы данного разрыва. Недорогие ленты были предназначены прежде всего для внутреннего, американского рынка. Так, по состоянию на 2006 год средний бюджет голливудского фильма составлял уже около 100 миллионов долларов, куда также входили увеличивающиеся расходы на маркетинг и рекламу за рубежом. Тем не менее среди студий-гигантов наметилась тенденция к выпуску недорогих продуктов с бюджетом в 5—20 миллионов долларов и отказ от картин со средним бюджетом в 30—70 миллионов долларов. Малобюджетные фильмы — это, как правило, комедии и мелодрамы. Так, студия Fox учредила дочернюю студию Fox Atomic, которая должна была заниматься выпуском малобюджетных фильмов, ориентированных на подростков. Бюджет каждой её картины редко превышал 10 миллионов долларов, сами фильмы снимались в цифровом формате, призванном найти положительный отклик у зрителей-подростков. Помимо этого, в данных фильмах не снимались кинозвёзды уровня А-фильма. Тем не менее, подразделение Fox Atomic было закрыто в 2009 году.
К концу 2000-х годов снова вспыхивает мода на снятие недорогих по меркам блокбастеров Б-фильмов, но прибегающим к жанрам эксплуатационного кино из 1970-х годов — слэшеров, боевиков и триллеров в нарочито карикатурной форме и с участием известных актёров. Данная мода началась с фильма 2007 года Квентина Тарантино и Роберта Родригеса «Грайндхаус», созданный в стилистике дешёвого Би-муви из 1970-х годов, деление ленты на два разных фильма имитирует двойной сеанс. Вскоре появились такие ленты как «Мачете», «Бомж с дробовиком» и их продолжения. Идея фильмов заключается в том, что их сюжет настолько поставлен небрежно, что от этого становится привлекательным.
Популярностью пользуются многочисленные фильмы и телесериалы жанра комедия и ужасы, где люди или целые города становятся жертвами нападения гигантских доисторических животных и монстров, сюжет строится на концепции монстр против человека, или монстр против монстра, например, в фильме «Два миллиона лет спустя» (2009) или «Комодо против кобры» (2005), данные фильмы было принято считать низшим классов эксплуатационного Би-муви того времени. Примерами относительно успешных эксплуатационных малобюджетных фильмов, созданных для внутреннего американского рынка, можно назвать «Американский кошмар» (2000), «Убийства в киногородке» (2002), «Большой фанат» (2009), «Болотные твари» (2003) и «Кости» (2001).
Намечается тенденция, когда все культовые низкобюджетные фильмы происходят не из США, а в основном из Европы — триллер-антиутопия «Королевская битва» японского режиссёра Киндзи Фукусаку, романтическая комедия «Амели» французского режиссёра Жан-Пьера Жёне, фантастическая драма «Ангел-А» французского режиссёра Люка Бессона, норвежский комедийный фильм ужасов «Операция „Мёртвый снег“» режиссёра Томми Виркола, совмещающий в себе жанры традиционного эксплуатационного кино. Фильм ужасов «Антихрист» 2009 года датского режиссёра Ларса фон Триера создавался совместно небольшими студиями из Швеции, Италии, Франции и Дании, он затрагивает жанр ужасов, а также девиантное сексуальное поведение, садомазохизм, а также шокирующий фильм даже по меркам жанра ужасов «Человеческая многоножка» нидерландского режиссёра Тома Сикса.
Несмотря на ограниченные возможности дистрибуции, в США продолжает развиваться артхаусное и независимое кино, например, успешными можно назвать картины «Слон» (2003) режиссёра Гаса Ван Сента, затрагивающий тему массовый убийств в школе, фантастический фильм-притча «Фонтан» (2006) режиссёра Даррена Аронофски, психоделическая драма «Вход в пустоту» (2009) французского режиссёра Ноэ Гаспара, психологическая драма «Реквием по мечте» (2000) Даррена Аронофски и другие картины.
Технологические достижения последних лет значительно облегчали расходы на создание действительно низкобюджетных лент и независимого кино. В эпоху аналоговых кассет для экономии средств создатели могли записывать свои ленты на 8- или 16-миллиметровую плёнку, но они не могли сравниться по качеству съёмки на 35-миллиметровую плёнку. Развитие цифровых камер и возможность цифровой обработки кадров позволили небольшим кинопроизводителям создавать фильмы с превосходным качеством и наличием в нём спецэффектов. В общем бюджет оборудования для цифровой съёмки составлял примерно 1/10 часть от бюджета, выделяемого на киноплёнку, что сильно понижало производственный бюджет дешёвых и артхаусных картин. В это же время, с начала 2000 годов, качество видеосъёмки в целом сильно улучшилось.
Независимые режиссёры, работающие над необычными жанрами или создающие артхаус, по-прежнему сталкивались с трудностями при поиске каналов распространения. Однако дальнейшее развитие интернета, особенно к концу 2000-х годов, открыло для независимых режиссёров новые площадки для распространения своих картин, в частности, сервис видеохостинга Youtube.

### 2010-е годы, онлайн-сервисы, комиксы и манга
В 2010-е годы средний бюджет блокбастера варьировался между 130 и 250 миллионами долларов. Бюджет самых дорогих лент уже составлял свыше 400 миллионов долларов. В Голливуде установилась мода на конвейерное создание фильмов о супергероях вселенной Marvel и DC. Фильмы низшей ценовой категории, созданные крупными студиями, имеют бюджеты от 70 до 90 миллионов долларов. Это, как правило, комедийные ленты, во многих из которых снимается Адам Сэндлер.
Доступ к недорогим цифровым устройствам дал возможность буквально любому человеку стать режиссёром своего, независимого фильма, который он мог снять даже на собственный мобильный телефон, чтобы затем выложить фильм в интернет. Нишевый кинорынок заняли так называемые независимые ленты, финансируемыми сторонними спонсорами или на пожертвования людей, например, бюджет ленты «Крошечная Мебель» составлял всего 50 000 долларов, в то время как фильм грузинского режиссёра Зазы Урушадзе — «Мандарины» имел бюджет в 100 000 долларов. В 2010-е годы стали появляться фильмы, снятые на мобильных устройствах, такие как, например, фильм «Мандарин» (2015) молодого режиссёра Шона Бейкера. Самые популярные жанры малобюджетных и независимых лент — ужасы, документальные картины, автобиографии известных личностей, религиозные фильмы, ориентированные исключительно на внутренний американский рынок, и драматические истории, получающие хорошие оценки от кинокритиков. Например фильм «Лунный Свет» 2016 года выпуска получил премию Оскар, как лучший фильм года. Призвание на западе завоевали такие малобюджетные фильмы российского производства как документальный фильм о Северной Корее «В лучах солнца» Виталия Манского и социальная драма «Левиафан» 2014 года выпуска режиссёра Андрея Звягинцева.
Ярким примером независимого Би-муви старой школы можно назвать фильмы немецко-финско-австралийского производства «Железное небо» и продолжение «Железное небо: Грядущая раса» о том, как нацисты с Луны напали на Землю, а затем устроили ядерную войну. Фильмы прибегают к приёмам классического эксплуатационного кино 1970-х годов. В 2010 году вышел фильм ужасов «Пираньи 3D» режиссёра Александра Ажа, а также телевизионная серия фильмов-катастроф в жанре ужасов и трэш — «Акулий торнадо». Успеха добились канадские малобюджетные фильмы режиссёра Кевина Смита, где сюжет совмещает в себе эксплуатационное кино, элементы боди-хоррора и абсурдного юмора — «Бивень» (2014) и «Йоганутые» (2016). Другой пример малобюджетной и успешной картины — фантастическая романтическая комедия «Тепло наших тел» Джонатана Ливайна, где обыгрывается традиционная для жанра ужасов концепция постапокалиптического мира, главные герои — молодой зомби и человеческая девушка влюбляются в друг друга.
Британский актёр Дэниел Рэдклифф, широко известный ролью Гарри Поттера в серии одноимённых фильмов 2000-х годов, предпочёл в дальнейшем связать свою актёрскую карьеру с малобюджетными лентами с концепцией необычных главных персонажей; так, он выступал главным героем в таких фильмах как «Женщина в чёрном» (2012), «Убей своих любимых» (2013), «Рога» (2013), «Виктор Франкенштейн» (2015), «Человек — швейцарский нож» (2016), «Абсолютная власть» (2016), «Джунгли» (2017), где в том числе успел сыграть адвоката, одержимого демоном, гениального учёного, оживший труп, неонациста и других.
Массовая интернетизация и доступ к информации через интернет делает посещение кинотеатров всё менее релевантным особенно среди молодёжи, посещение кинотеатра начинает ассоциироваться с грандиозным событием, показом дорого и нашумевшего блокбастера, в ином случае молодой зритель предпочтёт смотреть «более скромную» киноленту дома или на своём мобильном устройстве. В результате фильмы категории Б и независимое кино получают доходы с кинопроката в основном за счёт пожилых зрителей; такая тенденция наметилась ближе к концу десятилетия: низкобюджетные фильмы приносят всё меньшую кассу в кинопрокате, а прокат подобного фильма на платном стриминговом сервисе становится, наоборот, всё более прибыльным и перспективным.
В авангарде качественных малобюджетных фильмов и телесериалов встаёт компания Netflix, финансирующая независимых художников, сценаристов и режиссёров. В качестве основной площадки распространения фильмов и сериалов Netflix использует интернет, придерживаясь политики, что зритель может смотреть новые картины в своём темпе. Помимо создания многочисленных сериалов Netflix также финансировала создание независимых кинолент, сразу выходящих на официальном сервисе сайта: например, «Влюблённые и медведь» (2014), «ХОХО» (2016), «Открытие» (2017), «Сьерра Берджесс — неудачница» (2018), «Бархатная бензопила» (2019) и других. Военная драма Кэри Фукунаги «Безродные звери» была удостоена множества наград, как и историческая драма «Сначала они убили моего отца» режиссёра Анджелины Джоли 2017 года выпуска.
К концу 2010-х годов Netflix занялась финансированием создания Б-лент в классическом понимании с малым бюджетом в масштабах голливудского кино, но с привлечением молодых режиссёров, сценаристов и известных актёров. Фильмы не выходили в кинопрокат, выпускаясь сразу же на интернет-платформе Netflix. Так, в фантастическом боевике 2017 года «Яркость» играл знаменитый актёр Уилл Смит, данный фильм был первой попыткой создать относительно дорогую ленту, в этом же году вышел фильм-антиутопия Томми Вирколы — «Тайна 7 сестёр». В 2018 году вышел постапокалиптический хоррор Сюзанны Бир «Птичий короб» с Сандрой Буллок в главных ролях, фильм-вестерн братьев Коэн «Баллада Бастера Скраггса», приключенческий фильм «Маугли» Энди Серкиса и другие. В январе 2019 года вышел фильм жанра неонуар «Полярный» режиссёра Юнаса Окерлунда по мотивам одноимённого веб-комикса с актёром Мадсом Никкельсеном в главных ролях.
В 2010-е годы кинорынок наводняют многочисленные малобюджетные японские адаптации аниме и манги и игр среднего качества. Хотя адаптации по мотивам манги существовали уже в 1990-е и 2000-е годы, это были в основном мелодрамы, а фильмы жанра экшен и боевики выпускались довольно редко и только для внутреннего японского рынка. Среди таких лент, например, «Инуясики» по мотивам манги Inuyashiki, «Спиди-гонщик» о гонках по мотивам манги «Гонщик Спиди», «Первоклассный адвокат» по мотивам игры Phoenix Wright: Ace Attorney, «Невероятные приключения ДжоДжо» по мотивам манги JoJo’s Bizarre Adventure, «Бродяга Кэнсин» по мотивам манги Rurouni Kenshin, «Гинтама» по мотивам манги Gintama, «Тетрадь смерти» по мотивам манги Death Note, «Стальной алхимик» по мотивам манги Fullmetal Alchemist и многие другие. Данные фильмы часто являются буквальной адаптации первоисточника, сочетают в себе элементы приключений, драмы, восточной философии, фантастики и экшена. Подобные фильмы пользуются популярностью за пределами Японии прежде всего среди молодой зрительской аудитории и фанатов аниме и манги. Адаптации манги появляются и среди американских блокбастеров конца десятилетия, так, в 2017 году вышел относительно успешный фильм «Призрак в доспехах» режиссёра Руперта Сандерса, а в 2019 году состоялся выход фильмов «Алита: Боевой ангел» Роберта Родригеса и «Покемон. Детектив Пикачу». В ближайшие несколько лет крупные киностудии готовят адаптации манги о Наруто и Мобильном воине Гандаме.